# Ninja

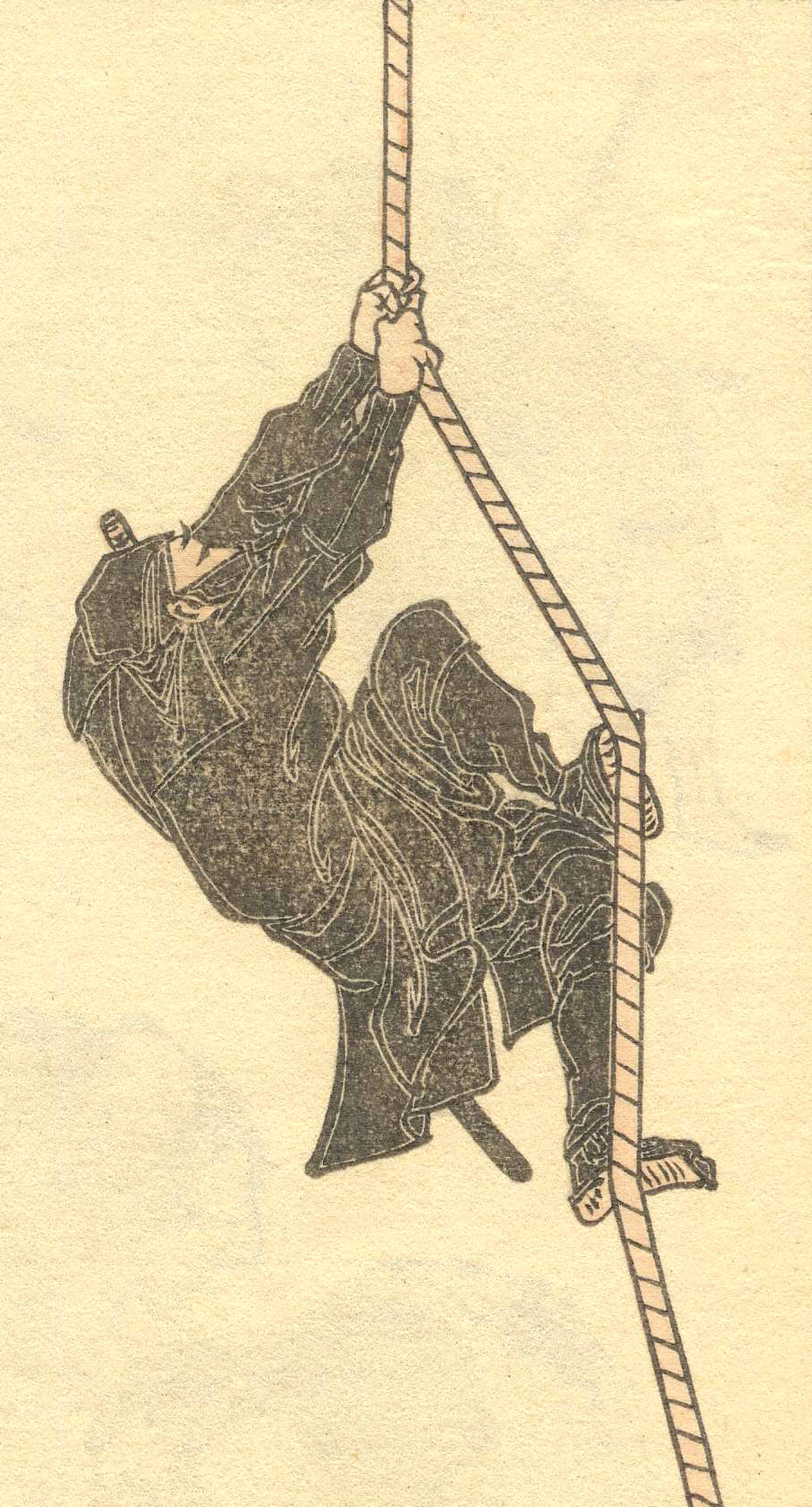
Dibujo de un ninja de la colección Hokusai Manga del pintor japonés Katsushika Hokusai. Xilografía sobre papel. Volumen seis, 1817.

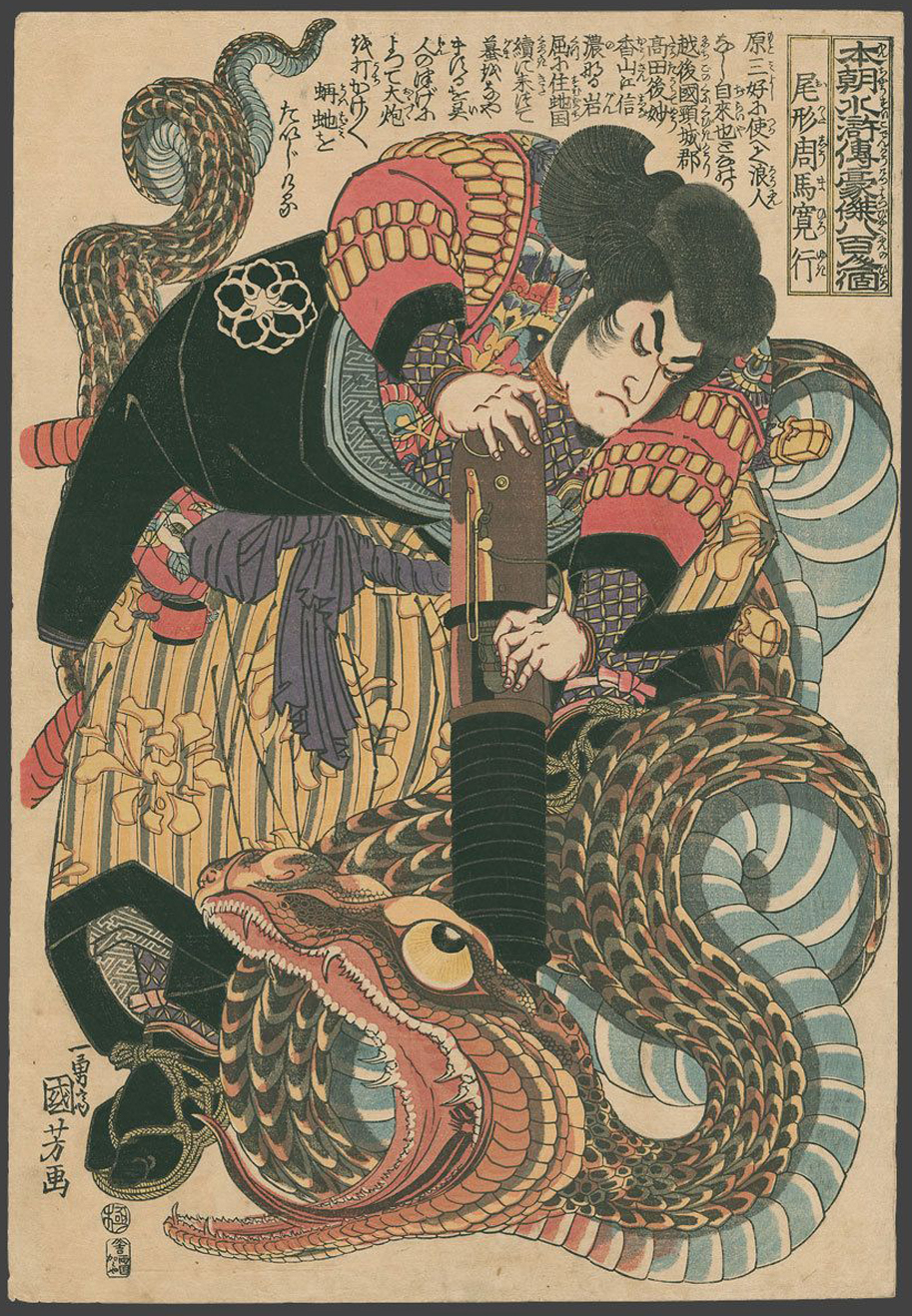
Jiraiya, ninja y personaje principal del cuento Jiraiya Goketsu Monogatari, por Utagawa Kuniyoshi.

En la historia de Japón, los ninja (忍者?   ninja) o shinobi (忍び?) eran un grupo de mercenarios entrenados especialmente en formas no ortodoxas de hacer la guerra, en las que se incluía el asesinato, espionaje, sabotaje, reconocimiento y guerra de guerrillas, con el afán de desestabilizar al ejército enemigo, obtener información vital de la posición de sus tropas o lograr una ventaja importante que pudiera ser decisiva en el campo de batalla.
Para sus propósitos utilizaban una amplia gama de armas y artefactos como espadas, cadenas o incluso cerbatanas además de ser expertos en la preparación de venenos, pócimas y explosivos. Del mismo modo, eran entrenados en el uso del «arte del disfraz», que utilizaban a menudo para pasar desapercibidos dependiendo de la situación imperante en el lugar en el que se tuvieran que introducir, además de usar armaduras ligeras para las batallas.
Pocas organizaciones militares han sido tan difundidas y al mismo tiempo tan incomprendidas como los ninja de Japón y gran parte de la historia de este grupo se basa en mitos o exageraciones, lo que ha dificultado su estudio y comprensión. De esta forma, a lo largo de la historia, muchas muertes ocurridas en algún momento oportuno fueron atribuidas a este grupo pero, debido al secreto que rodeaba a sus misiones, es imposible saber exactamente el número de muertes que causaron.
Los ninja fueron tan temidos como utilizados por los líderes militares debido a que su naturaleza era totalmente contraria a los ideales del samurái. En el caso de los samurái, el daimyō no podría exponerlos a trabajos como el espionaje o asesinatos encubiertos, debido a que si eran descubiertos su reputación quedaría destrozada. Por ese motivo preferían contratar a ninjas, los cuales procedían generalmente de clases sociales bajas, para que realizaran ese tipo de trabajos.
Los orígenes de los shinobi, otra palabra utilizada para referirse a este grupo militar, son inciertos, aunque su antecedente más preciso se encuentra en el siglo VI y no es hasta el siglo XV cuando se pueden identificar plenamente sus actividades y características. Al igual que los samurái, tuvieron su momento cumbre durante el período Sengoku de la historia de Japón, una etapa de gran inestabilidad y conflictos bélicos por la lucha del poder interna del país, que terminaría al establecerse el shogunato Tokugawa, época donde tendrían sus últimas apariciones.

## Etimología

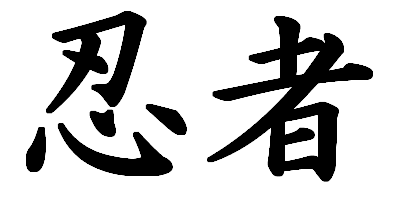
Kanji de la palabra ninja

La palabra ninja (忍者?) es la lectura de tipo on'yomi de los kanji 忍 y 者, utilizados en el término original empleado en idioma japonés shinobi-no-mono (忍びの者?), el cual era utilizado para referirse a los practicantes del ninjutsu (忍術?) como táctica de guerra y no como arte marcial, donde nin (忍?) significa «escabullirse» y jutsu (術?) significa «arte» o «destreza», por lo que juntos el significado es el «arte de escabullirse» o «arte del sigilo».
La palabra ninja se volvió recurrente en la cultura popular posterior a la Segunda Guerra Mundial y prevaleció sobre shinobi-no-mono o shinobi debido a que era más fácil de pronunciar para los occidentales.
En épocas distintas y dependiendo de la zona, los ninja recibieron distintos nombres. Los más representativos eran:
| Por eras o periodos |                                       | Por región       |                                                        |
| ------------------- | ------------------------------------- | ---------------- | ------------------------------------------------------ |
| Período Asuka       | Shinobi (志能便?)                     | Kioto / Nara     | Suppa (水破?) Ukami (伺見?) Dakkō (奪口?)              |
| Período Nara        | Ukami (伺見?)                         | Yamanashi        | Suppa (透破?) Mitsu-no-mono (三ツの者?)                |
| Período Sengoku     | Kanja (間者?) Rappa (乱破?)           | Niigata / Toyama | Nokizaru (軒猿?) Kanshi (間士?) Kikimonoyaku (聞者役?) |
| Periodo Edo         | Onmitsu (隠密?)                       | Miyagi           | Kurohabaki (黒はばき?)                                 |
| Era Taishō          | Ninjyutsusha (忍術者?) Ninsha (忍者?) | Aomori           | Hayamichi-no-mono (早道の者?) Shinobi (陰術?)          |
|                     |                                       | Kanagawa         | Kusa (草?) Monomi (物見?) Rappa (乱破?)                |
|                     |                                       | Fukui            | Shinobi (隠忍術?)                                      |

## Historia

### Antecedentes
Muchos académicos sitúan el origen de los ninja y el ninjutsu entre el 500 y el 300 a. C. como una adaptación de los preceptos chinos establecidos en el capítulo 13 del libro El arte de la guerra de Sun Tzu, que trata sobre el uso de espías y métodos de espionaje, que posteriormente se transformaron en una filosofía propia así como un código de conducta llamado ninpo, aunque no fue sino hasta el siglo VI en que las técnicas de espionaje fueron introducidas a Japón cuando el Príncipe Shōtoku utilizó este tipo de sistemas para conocer los motivos reales en disputas civiles.
La introducción durante el período Heian (794-1185) del onmyodo, una doctrina religiosa que incluía el arte de la adivinación y la astrología de origen chino, supuso un gran apoyo para la implantación del ninjutsu, debido a que fue fuertemente asimilado por los yamabushi y distintos guerreros en el país. Fue finalmente a mediados de dicho periodo en que el ninjutsu se implantaría definitivamente, cuando el clan Hattori asumió el control de la antigua Provincia de Iga (hoy Prefectura de Mie) y estudiaron las técnicas directamente de los yamabushi que vivían en el lugar, mediante las cuales establecieron las bases de la Escuela de Iga de ninjutsu.
Por otro lado es importante resaltar que otros autores difieren de este punto de vista. Por ejemplo, el historiador británico Stephen Turnbull considera que los ninja, como miembros de una organización con miembros entrenados exclusivamente en labores de espionaje y asesinatos encubiertos, surgieron a partir del siglo XV.

### Actividades en el shogunato Kamakura
Minamoto no Yoritomo, vencedor de las Guerras Genpei, se autoproclamó shōgun (将軍?) en el año 1192, título que hasta entonces había sido temporal, con lo que se estableció un gobierno militar que duraría cerca de setecientos años. El establecimiento del shogunato marcó el inicio de la «época dorada del ninjutsu», la cual duraría por los siguientes cuatro siglos. Durante este periodo surgieron veinticinco escuelas diferentes concentradas en las provincias de Iga y Kōga, que se sumaron a la más antigua de todo Japón: la Yoshitsune-ryū, fundada por el famoso guerrero del clan Minamoto, Yoshitsune, anterior incluso al establecimiento del shogunato Kamakura (1180-1333). Otra escuela temprana de ninjutsu, la Kusunoki-ryū, fue fundada por Kusunoki Masashige a mediados del siglo XIV. La principal diferencia entre ambas escuelas anteriormente expuestas era que la Yoshitsune-ryū se enfocaba en métodos de pelea directa, mientras que la Kusunoki-ryū se centraba en actividades de espionaje, si bien ambas le daban suma importancia al ataque por sorpresa.
Cuando el Emperador Go-Daigo intentó recobrar el poder perdido al establecerse el shogunato como figura máxima del país, su movimiento desembocó en las Guerras Nanbokuchō (1336-1392), periodo durante el cual surgieron dos cortes imperiales que se proclamaban legítimas. Es en el Taiheiki, una crónica de este suceso, donde se documenta la actuación de un ninja como la responsable de que el Castillo Hachimanyama se incendiara:

... la caída de éste castillo beneficiaría a los enemigos de la Corte del Sur[...] Una noche, bajo el cobijo de la lluvia y el viento, Hachimayama fue alcanzado por un muy diestro shinobi que le prendió fuego al templo.
Taiheiki.

Más adelante en el mismo documento encontramos otra referencia a las actividades de los ninja dentro de fortificaciones: "En 1367 [...] Tadaoka Rokugoro Saemon eliminó a un shinobi que se había introducido en el Castillo Ototsu".

### Período Sengoku
Una época decisiva en el desarrollo de este grupo militar fue durante la Guerra de Ōnin de 1466-1467, la cual comenzó debido a una serie de disputas por la sucesión en el shogunato Ashikaga, la cual trajo como consecuencia una etapa de gran inestabilidad llamada período Sengoku o «periodo de los Estados en guerra» (1467-1568). Fue en esta época que los poderosos terratenientes locales tomaron para sí mismos el nombre de daimyō (大名 grandes apellidos?) y en la continua lucha de poder recurrieron al uso de ninjas para utilizarlos en diversas tareas como kancho (espías), teisatsu (exploradores), kisho (atacantes por sorpresa) o koran (agitadores) en provincias enemigas.
Dos de las principales figuras de este periodo, Takeda Shingen y Uesugi Kenshin, quienes además fueron legendarios rivales, recurrieron a espías ninja para estar al tanto de los movimientos de su contrincante de manera recurrente.
Es importante resaltar que cuando los ninja eran contratados como mercenarios para acompañar el ejército samurái eran tratados con mucho respeto, más aún cuando se trataban de ninja profesionales que pasaban sus amplios conocimientos de generación en generación como los de las provincias de Iga y de Kōga, los cuales gozaban de gran fama en todo el país.

#### Medidas tomadas en castillos y mansiones
Durante este periodo, los principales daimyō, influenciados por las exageraciones del mito de los ninja y con el afán de evitar ser asesinados, adoptaron varias medidas en sus castillos y mansiones, muchas de las cuales persisten hasta nuestros días. El Castillo Inuyama, por ejemplo, contaba con puertas corredizas en la parte de atrás de las habitaciones privadas donde siempre se encontraban algunos guardias preparados para atacar. Los castillos de este periodo fueron construidos de tal forma en que los visitantes pudieran ser vigilados desde el momento en que cruzaban la puerta exterior del complejo. En el interior se tomaban serias medidas, como las del castillo Nijō de Kioto, en el cual se diseñó un piso especial llamado «piso del ruiseñor», en el que es prácticamente imposible caminar sin que el piso rechine y emita un sonido parecido al canto de esos pájaros, con lo que se alertaba de que había un intruso en los pasillos.
A los invitados ante la presencia del shōgun se les impuso que utilizaran unos pantalones sumamente largos llamados naga bakama, los cuales cubrían los pies y arrastraban por el suelo, lo que hacía prácticamente imposible moverse con facilidad y disminuía las probabilidades de un intento de asesinato.
A pesar de todas las medidas que se tomaban, fueron pocos los daimyō que no se enfrentaron a intentos de asesinato, por lo que vivían rodeados de sus generales de mayor confianza, quienes no se separaban de su señor en ningún momento. Incluso se dice que en algún momento Takeda Shingen recomendó que aún en la intimidad con la esposa un daimyō tuviera una daga a mano.

### Periodo Azuchi-Momoyama

#### Ninjas de Iga y Ueno

Localización de las antiguas provincias de Iga, Mikawa y la ciudad de Sakai en Japón.

Los ninja más respetados y famosos eran los de Iga y Ueno, quienes fueron contratados por distintos daimyō entre 1485 y 1581 hasta que Oda Nobunaga, uno de los grandes unificadores de Japón, emprendió una campaña para atacar sus tierras. Fue tan rápido el ataque que llevó a cabo, que cerca de cuatro mil de ellos fueron asesinados y los supervivientes tuvieron que huir a otras provincias. Algunos tuvieron la suerte de llegar hasta la provincia de Mikawa, donde el daimyō Tokugawa Ieyasu, quien más tarde se convertiría en la figura más poderosa del país, ordenó que fueran tratados con total respeto, por lo que se convirtieron en vasallos del clan Tokugawa terminando así sus días como mercenarios.
Esta decisión demostró haber sido políticamente astuta, ya que Ieyasu pronto vio la recompensa de haber brindado asilo a los ninja de Iga. En 1582 Nobunaga murió traicionado por uno de sus generales de nombre Akechi Mitsuhide, cuando este lo obligó a cometer seppuku durante el «Incidente de Honnōji». Ieyasu, quien se encontraba de visita en Sakai con tan solo algunos de sus principales generales, se vio con la difícil tarea de regresar a Mikawa, ya fuera por mar o por tierra, bajo el riesgo de encontrarse con los soldados del clan Akechi, quienes seguramente lo superarían en gran número. Ieyasu emprendió el camino de regreso vía Iga auxiliado por los ninja locales, los cuales se enfrentaron con bandidos y yamabushi que se toparon en el camino. Según el Mikawa No Fudoki, Ieyasu quedó tan agradecido por la lealtad mostrada por Hattori Sadanobu, que cuando llegaron a la frontera de Iga, le regaló un wakizashi forjado por el famoso Kunitsugu. Para cruzar Iga, a Ieyasu y sus hombres se les unieron entre doscientos y trescientos hombres de Tsuge, así como cien de Kōga junto con Hattori Hanzō de Iga, quien fue el guía hasta que llegaron a su destino final.
La muerte de Nobunaga fue vengada finalmente por otro de los generales que había tenido bajo su mando: Toyotomi Hideyoshi, quien marchó con su ejército hacia Kioto y venció a Akechi en la batalla de Yamazaki, con lo que Hideyoshi se establecería veinte años como la máxima figura política y militar del país.
Cuando Hideyoshi derrotó al clan Hōjō tardío en 1590, Ieyasu recibió sus territorios como recompensa. Ieyasu, en lugar de establecer su castillo principal en Odawara como lo habían hecho los Hōjō, decidió establecerse en Edo, donde construyó el castillo Edo y fue custodiado por los hombres de Iga que lo habían acompañado. Edo sería posteriormente renombrada como Tokio, convirtiéndose en la capital del país, además de que el castillo se convertiría en el Palacio Imperial.

### Asedio de Fushimi

Localización de los principales escenarios donde participaron los ninja durante los periodos Azuchi-Momoyama y Edo

Antes de morir, Hideyoshi había nombrado el «Consejo de los Cinco Regentes» con la finalidad de que ellos gobernaran a su muerte y hasta que su hijo Hideyori tuviera la edad suficiente para hacerse cargo del país. Tokugawa Ieyasu, quien había servido primero bajo las órdenes de Oda Nobunaga y bajo las órdenes del mismo Hideyoshi, además de haber sido nombrado uno de los «cinco regentes», comenzó a disputar el gobierno para sí, lo que dividió al país en dos grandes bandos, que se enfrentarían en la batalla de Sekigahara, la batalla más grande que se ha peleado en suelo japonés.
Los movimientos preliminares consistieron en una serie de ataques y asedios a diversos castillos, incluyendo el Castillo Fushimi que estaba custodiado por el clan Torii, liderado por Torii Mototada. Las Fuerzas del «Ejército del Oeste», comandadas por Ishida Mitsunari comenzaron el ataque el 27 de agosto de 1600, el cual es conocido como asedio de Fushimi. Las fuerzas de Mototada eran sobrepasadas en gran número por lo que los esfuerzos se redujeron en retrasar lo más posible el ejército de Mitsunari con el objeto de que Tokugawa Ieyasu tuviera tiempo suficiente de huir y rearmar un ejército de grandes proporciones. Para realizar esta tarea, Mototada contó con el apoyo de cientos de guerreros de Kōga, algunos dentro del castillo mientras que otros hacían «guerra de guerrillas» a los alrededores. Cerca de cien de estos ninjas murieron en los enfrentamientos y una vez que hubo concluido la batalla de Sekigahara, Ieyasu ofreció un servicio para sus espíritus.

### Batalla de Sekigahara
La batalla de Sekigahara comenzó a primeras horas de un nublado 21 de octubre (15 de septiembre según el antiguo calendario chino) de 1600. La batalla se prolongó todo el día y las únicas acciones de ninjas en el campo de combate curiosamente no fueron las del ejército de Ieyasu, sino la actuación de shinobi al servicio del clan Shimazu del dominio de Satsuma, quienes luchaban en contra del «Ejército del Este» de Tokugawa. Al final del combate, los samurái de Satsuma se vieron obligados a retirarse antes de que fueran atacados por los «demonios rojos» de Ii Naomasa para evitar la derrota. El ejército de Satsuma ideó un plan, en el que parecía que algunos elementos se rezagaban cuando emprendían la retirada, lo que en realidad era una trampa, debido a que éstos eran tiradores experimentados. Cuando Ii Naomasa se acercó a uno de ellos, este le disparó a su caballo y al momento de la caída se le destrozó el codo izquierdo. En este momento apareció otro ninja: Miura Yo'emon, vasallo principal de Naomasa, quien le brindó ayuda médica y le dio algún remedio de color negruzco para detener el sangrado.

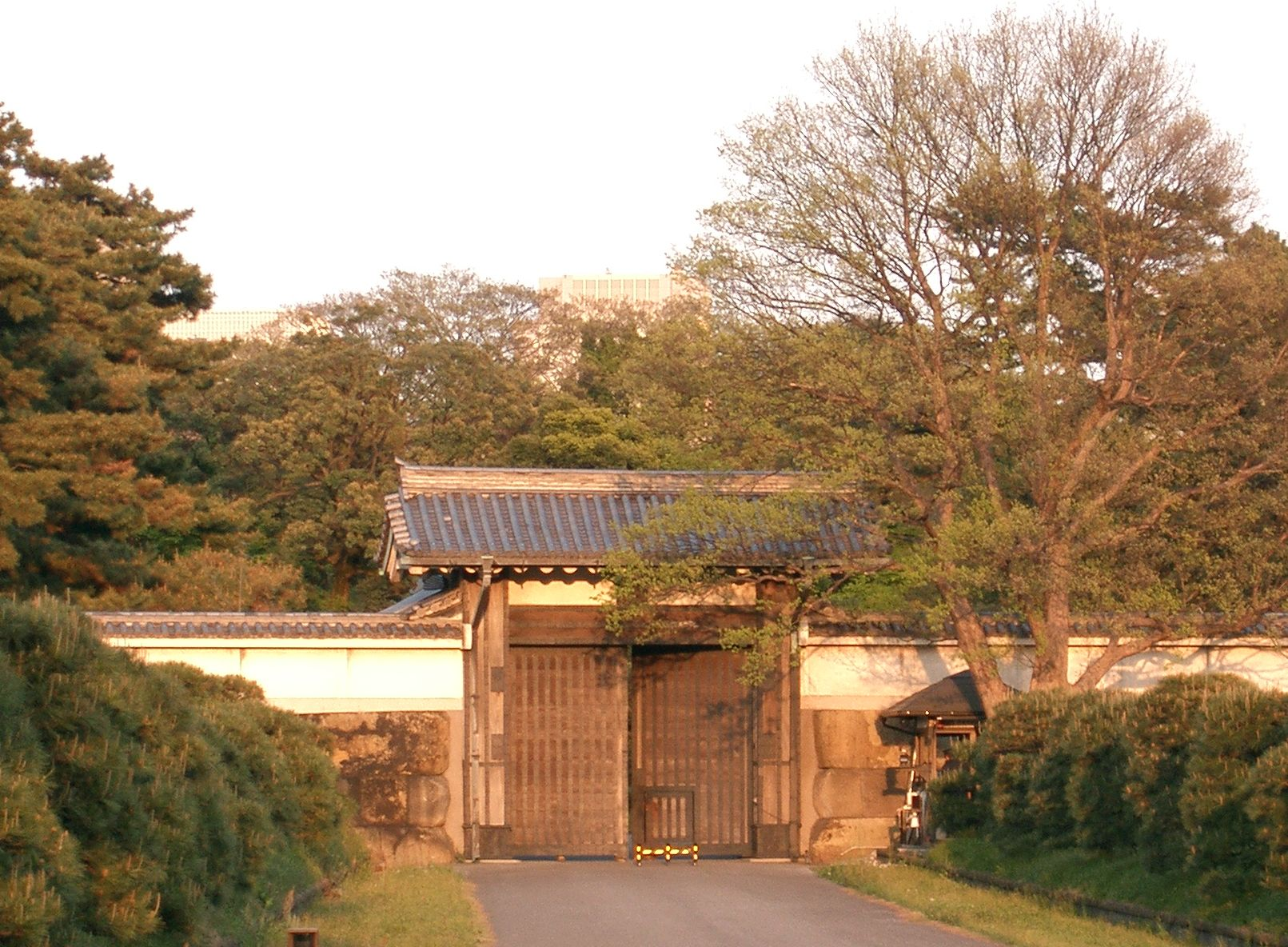
Hanzō Mon (Puerta Hanzō) del Castillo Edo, nombrada así en honor al líder de los ninja, Hattori Hanzō, los cuales fueron designados a la guardia y seguridad del castillo por Tokugawa Ieyasu.

### Shogunato Tokugawa
Después del ascenso al poder de Ieyasu una vez ganada la Batalla de Sekigahara, estableció el shogunato Tokugawa, que perduraría más de doscientos cincuenta años. Durante este periodo la actividad tanto de los ninja como de los samurái decreció grandemente, por lo que en este periodo las artes marciales sufrieron un gran declive, aunque fue en este periodo en que el mito del ninja comenzó a crecer y se mezcló con distintas leyendas.
Ieyasu empleó a algunos ninja para custodiar el interior del castillo, justo donde se encontraban las habitaciones de sus concubinas, mientras que el grupo principal estuvo encargado de vigilar la seguridad de la puerta exterior principal.

#### Asedio de Osaka
La última amenaza real para el nuevo shogunato tuvo lugar cuando Toyotomi Hideyori, ya de edad adulta, empezó a reunir una fuerza de rōnin y samuráis enemigos del shogunato en el Castillo Osaka, por lo que Ieyasu, ya como Ōgosho (大御所 shōgun enclaustrado?) y su hijo Hidetada como shōgun, comenzaron la primera etapa del asedio del castillo en el invierno de 1614.
Tokugawa recurrió nuevamente a shinobi tanto de Iga como de Kōga, los cuales estaban bajo las órdenes de Hattori Masanari y Yamaoka Kagetsuge respectivamente.
La «campaña de invierno» terminó después de que se llegó al acuerdo entre ambas partes de que el foso del castillo sería rellenado pero Ieyasu regresó de nuevo en el verano de 1615 para concluir la batalla. Los ninjas que habían participado en la primera campaña habían regresado a Iga insatisfechos con la recompensa que habían obtenido, pero fueron convocados de nuevo para la «campaña de verano» por Miura Yo'emon, lo que demuestra que aquellos que no eran parte de los sirvientes de Tokugawa aun eran unos mercenarios.
Finalmente, con la participación de ninja entre las tropas regulares, el castillo cayó después de llegar a un punto crítico en la batalla de Tennōji, donde Hideyori cometió seppuku en medio del castillo en llamas.

#### Rebelión Shimabara
La mayoría de los académicos concuerdan en que fue durante la rebelión Shimabara de 1637, un levantamiento armado de conversos católicos, en que los ninja tuvieron su última gran participación. Durante el conflicto, cerca de 40.000 rebeldes ocuparon el Castillo Shimabara, ubicado en la isla de Kyūshū, por lo que un grupo de ninja se introdujo al castillo para entregar informes detallados de su construcción, ubicación del foso, robar contraseñas y víveres. Fueron los ninjas además, quienes confirmaron que la situación dentro del castillo era crítica debido a la falta de alimentos y provisiones, por lo que se decidió realizar el ataque final, donde los rebeldes fueron vencidos.

### El último ninja
Los principales escritores e investigadores en el tema aseguran que debido a que la naturaleza del ninjutsu no era la de un arte marcial, sino una táctica de guerra y que además sus practicantes eran expertos en farmacología, medicina, astrología, espionaje así como la preparación de explosivos y combate, en la actualidad el último ninja es conocido por todo el mundo el Soke Masaaki Hatsumi, es considerado como el último verdadero ninja, quien mantiene el lineamiento de nueve escuelas antiguas que se basan hace decenas de siglos desde el principio donde se crearon estos antiguos guerreros. Actualmente tiene sus centros de enseñanza shinobi bajo el nombre de Bujinkan en Japón, cuya escuela principal se denomina Honbu Dojo, además de estar avalados por el gobierno japonés.

## Reclutamiento y entrenamiento

### Reclutamiento
A partir del siglo XV en adelante, distintas familias de guerreros comenzaron a desarrollar sus propias técnicas de espionaje y asesinato. Como muchas otras tradiciones marciales en Japón, estas técnicas fueron transmitidas de padre e hijo o entre sensei y alumno, aunque no siempre estaban emparentados. Sin embargo, cuando Ieyasu se llevó a Edo a los hombres de Iga y Ueno, la fuente de enseñanza se terminó por lo que los daimyō locales comenzaron con una «producción casera» de ninja. Curiosamente, durante el shogunato Tokugawa no se prohibió su adiestramiento, tal como consta en edicto proclamado en 1649, en el que se menciona que solo los daimyō con ingresos superiores a los diez mil koku podrían contar con shinobi en sus ejércitos.
La estructura típica de las organizaciones de shinobi estaban compuestos por tres rangos:
- Los líderes (Jonin) son los que mantenían el contacto con los interesados en sus servicios y cerraban los tratos.
- Después estaban los sublíderes o Chunin, que eran los que llevaban a cabo las tareas.
- Finalmente estaban los agentes o Genin, que también realizaban las encomiendas.

### Entrenamiento
En cada niño que crecía dentro de una familia samurái se esperaba que de mayor fuera también un guerrero, por lo que gran parte de su infancia la dedicaban a practicar distintas artes marciales. Un samurái completo debía de ser diestro por lo menos en el uso de la espada, el arco y la flecha, la lanza y posteriormente en el uso de armas de fuego. Del mismo modo, se les instruía en el uso de estas armas mientras se montaba a caballo, además de que se esperaba que supieran nadar y bucear. Para un niño de una familia de ninjas el currículo era más extenso y exigente: además de lo anterior, se requería que supiera el uso y preparación de explosivos y venenos, además de que se les entrenaba en supervivencia en campo abierto.
Un aspecto de vital importancia era el acondicionamiento físico que recibían, ya que eran adiestrados para poder escalar muros de los castillos así como dominar las artes marciales, ya fuera con armas o sin ellas. Debido a que la naturaleza del ninja era pasar desapercibido, utilizaban distintos disfraces de profesiones diferentes, por lo que debían de tener un vasto conocimiento de los roles de cada uno para convencer en «su papel», por lo que estudiaban los modales, el dialecto, las costumbres así como el contexto personal de los dirigentes locales.

## Ideología
Desde una edad temprana los jóvenes ninja debían de asimilar el concepto de la muerte y perder el miedo a morir debido a su naturaleza y las tareas a las que eran encomendados, aspecto similar al de la filosofía del samurái y el bushidō. Las diferencias entre los dos grupos mencionados anteriormente eran dos principalmente:
- Los ninja no solían realizar el seppuku, un suicidio ritual que efectuaban los samurái. Mediante el seppuku se creía que cualquier error, derrota o desgracia podría ser subsanada al liberarse el espíritu.[46]

- El ninja debía aceptar como válidos y legítimos sus métodos en una sociedad regida por el idealismo e idealizado concepto samurái, la cual era completamente contraria.[46] El código del samurái incluía antes de nada que los integrantes de ambos bandos estuvieran totalmente visibles para que de esta manera se pudiera saber quien tenía el honor de ser el primero en entrar en el campo de batalla o quien era el primero en escalar un castillo.[46] Para ser reconocibles en el campo de batalla, las tropas samurái portaban banderas en la parte trasera de su armadura. En medio de la pelea, los esfuerzos generalmente se centraban en cortar la cabeza de un rival digno para presentársela a su daimyō como trofeo, quien lo recompensaría dependiendo de la importancia y rango del rival.[46] La batalla era muy diferente para un shinobi: sin bandera que lo identificara, debía penetrar en el castillo días antes del asedio y ocultarse hasta encontrar el momento oportuno de prenderle fuego a las torres y matar a los guardias o al comandante mismo. Con el trabajo cumplido, huiría furtivamente en el anonimato.[46]

### Los «Tres Grandes Libros de Ninjutsu»
Entre los libros tradicionales de ninjutsu sobresalen tres que han sido llamados «Tres Grandes Libros de Ninjutsu». Aunque la mayoría de los libros de este tipo fueron escritos durante el periodo Edo, se cree que fueron divulgados de generación en generación a través de la tradición oral. Los Grandes Libros son:
- Mansenshūkai, escrito por Fujibayashi Yasutake, el cual integró el ninjutsu practicado en Iga y Koga.
- Shoninki, escrito por Fujibayashi Masatake, el cual es el libro tradicional del Kishu-ryū.
- Shinobi Hiden, escrito por Hattori Hanzo.

## Apariencia

### Vestimenta

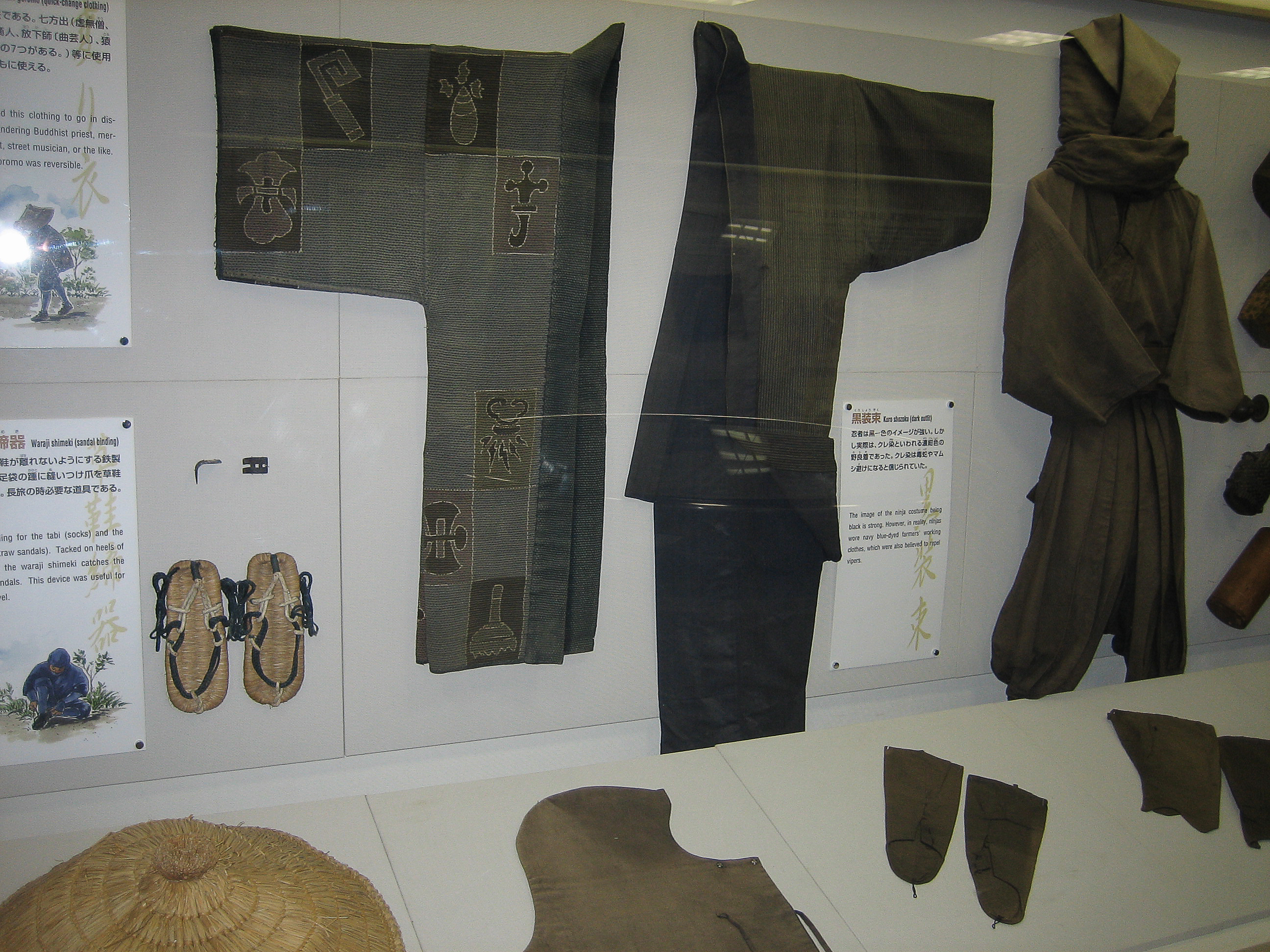
Disfraz de ninja kuro shozoku y waraji (sandalias). La imagen del disfraz de ninja siendo negra es fuerte. Sin embargo, en realidad, los ninjas vestían ropa de trabajo de granjeros teñida de azul marino, que también se creía que repele a las víboras.

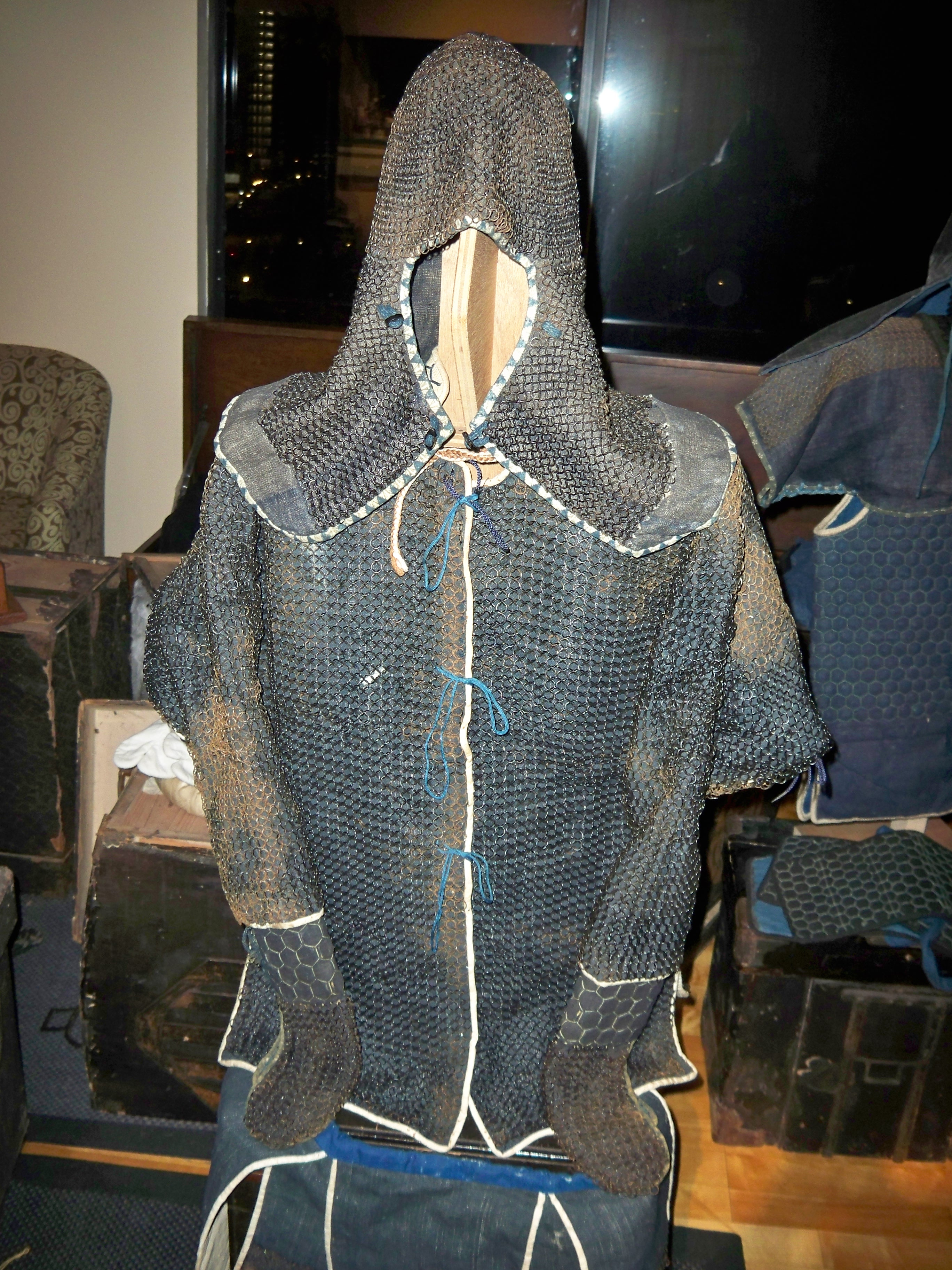
Antigua armadura ninja

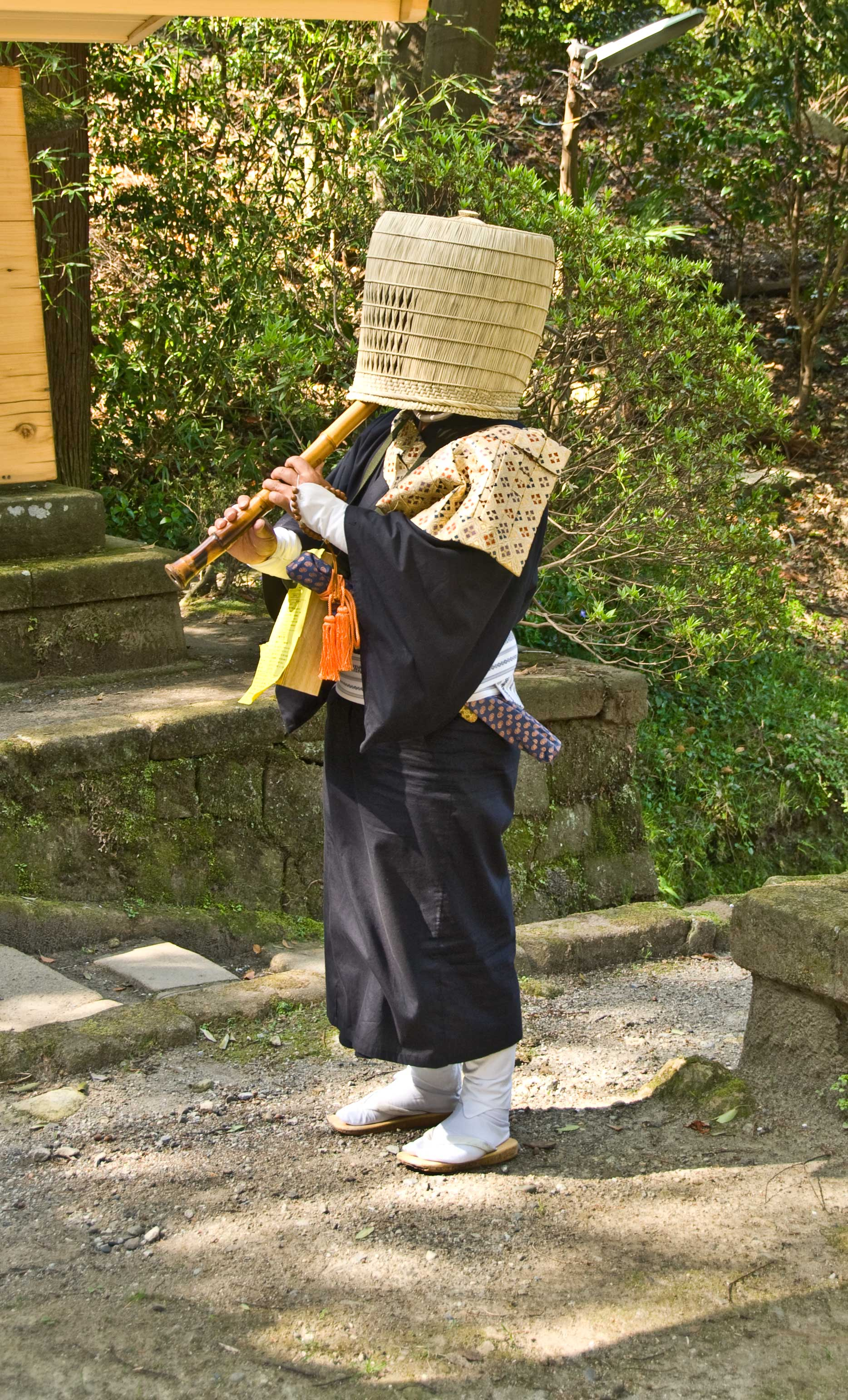
Disfrazarse de komusō podía resultar muy conveniente para los ninja con el objeto de pasar desapercibidos

La vestimenta a la que se recurre habitualmente, completamente de negro y que se da como cierta, generalmente no tiene sustento histórico, más aún, se documenta que la finalidad de los ninja era camuflarse con el enemigo. El Buke Meimokusho relata:

Ellos viajaban disfrazados a otros territorios para juzgar cual era la situación del enemigo, engañarían con el afán de mezclarse con el enemigo para descubrir huecos, introducirse en sus castillos para incendiarlos o asesinarían, llegando en secreto.
Buke Meimokushi.

La referencia más antigua con que se cuenta al día de hoy de ninja vestidos todos de negro se encuentra en la ilustración de un libro del año 1801 en la que se observa a un ninja escalando un castillo en lo que es considerado el día de hoy como la vestimenta típica. Un aspecto que hay que resaltar es que probablemente de esa representación proviene la imagen actual de la vestimenta ninja, la cual muy seguramente derivó de una convención artística recurrente en Japón, sobre todo en el bunraku, en la cual vestir a una marioneta de negro daba la idea al espectador de que no la podía ver. Los mismos titiriteros utilizan vestimentas como las descritas con la misma finalidad. De cualquier forma, no es de extrañarse que durante incursiones nocturnas, la vestimenta ideal fuera de colores oscuros, preferiblemente azul marino. De igual modo, durante las nevadas en los inviernos de Japón el color preferible sería todo de blanco, debido a la naturaleza ninja de camuflarse con el entorno.
La vestimenta más común era muy simple pero diseñada para cubrir sus necesidades de libertad de movimiento. La chaqueta era muy similar a la que se usa actualmente en el judō o karate, pero sin lazos o cordones para evitar que se engancharan en algún objeto mientras escalaban o corrían. Los pantalones eran similares a los que utilizaban los samurái cuando montaban a caballo, los cuales vestían junto con unos calcetines japoneses llamados tabi y unas sandalias llamadas waraji. La diferencia principal con la vestimenta de los samurái era que los shinobi utilizaban una cogulla que cubría la mitad del rostro o solo dejaba al descubiertos los ojos. Sobre la vestimenta solían portar un tipo de armadura ligera similar a la utilizada por los ashigaru.

### Disfraces
El uso extensivo de disfraces es mencionado en distintas crónicas antiguas de Japón. Si el ninja necesitaba pasar mucho tiempo analizando las características de las tropas enemigas o las características defensivas de los castillos, lo más conveniente era disfrazarse como komusō, una secta de monjes Zen que tocaban el shakuhachi (una especie de flauta japonesa) con grandes cestas en la cabeza. Cuando se requería entregar algún mensaje personalmente, el mejor disfraz era el de yamabushi, monjes de las montañas que frecuentemente eran invitados a hacer plegarias y dar bendiciones en las casas de los habitantes. Interpretar el papel de un bailarín sarugaku o de titiritero podría ser muy beneficioso para entrar en la ciudad-castillo o hasta los aposentos del daimyō y, aunque habitualmente eran registrados en la entrada, el simple hecho de conocer la disposición general de los muros y puertas del castillo resultaría información sumamente valiosa para el rival.

## Armas y equipo
El arma más importante para un ninja era el típico sable japonés conocido comúnmente como katana, en una versión más corta y recta de lo usual, a la cual se le denomina generalmente como ninjatō o shinobigatana. Debido a que esta espada recta podía ser usada tanto ofensiva como defensivamente, no había necesidad de utilizar algún tipo de escudo lo que facilitaba que estos guerreros viajaran lo más ligero posible. A diferencia de los samurái que solían portar su sable en el cinturón, debido a la movilidad que requerían los shinobi, la espada recta era portada a la espalda, con la tsuka (mango) cercana a la oreja izquierda y el filo hacia afuera.
Dentro del arsenal de un ninja había una gran cantidad de armas y artefactos diferentes, entre ellos los principales eran:

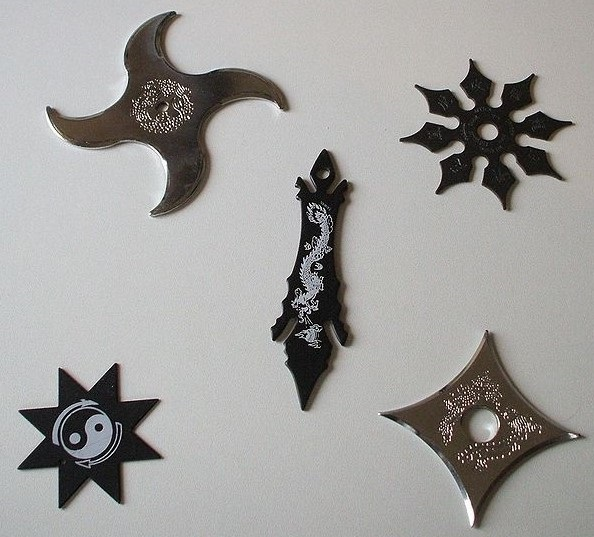
Los shuriken o «estrellas ninja» son las armas más identificadas con este grupo militar.

- Ninjatō, una espada recta más corta que el sable katana, pero más práctica.
- Cuerda para escalar con 3 o 4 picos de metal[53] conocidos como kanigawa.
- Shuriken (手裏剣?), conocidos vulgarmente como «estrellas ninja».[53]
- Explosivos.[53]
- Venenos y antídotos.[53]
- Bō, garrotes o bastones variados.[54]
- Diversas púas conocidas como bō-shuriken.[54]
- Cerbatanas con dardos venenosos llamados fukiya.[54]
- Nudillos de metal conocidos como shuko, aunque también podían ser garras de metal conocidas como tekagi, por su cualidad de desgarrar.[54]
- Cadenas o cuerdas con un peso giratorio conocidas como kyoketsu shoge.[55]
- Granadas de magnesio.[56]
- Bombas de humo llamadas endan,[56] así como cegadores llamados metsubushi.
- Abrojos que lanzaban al suelo o al rostro del enemigo llamados tetsubishi.[53]
- Las kama, hoces que son originalmente herramientas de uso agrícola.
- La kusarigama, el cual era una hoz unida a una cadena, que a su vez estaba unida a un peso de metal.[40]
- La kusarifundo, una cadena con pesos en los extremos, usada para atacar, bloquear, envolver o enganchar.
- Yumi, arcos comunes de una sola pieza o arcos plegables de tamaño mucho menor a los utilizados comúnmente.[56]
- Sai.

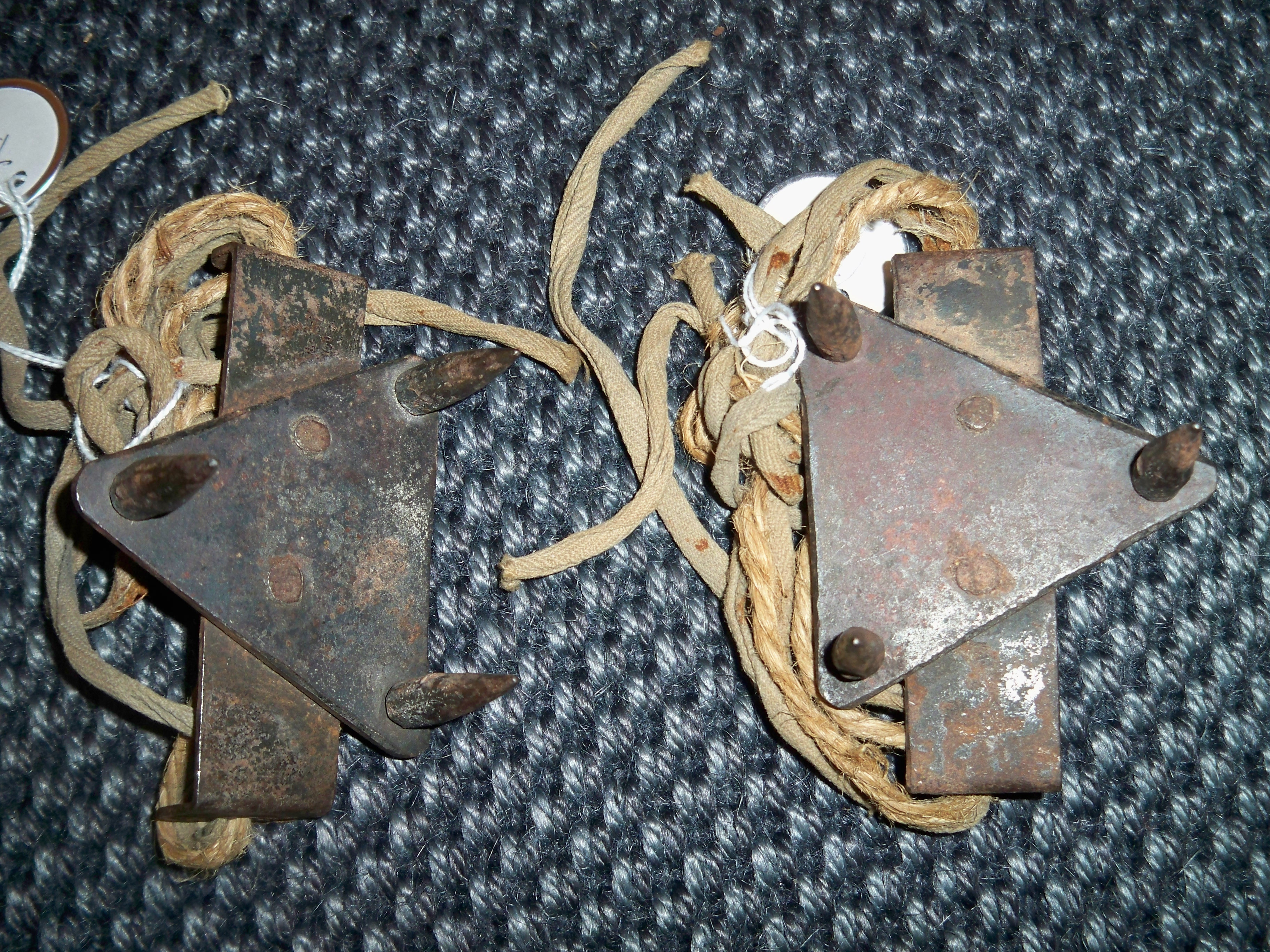
Ashiko.
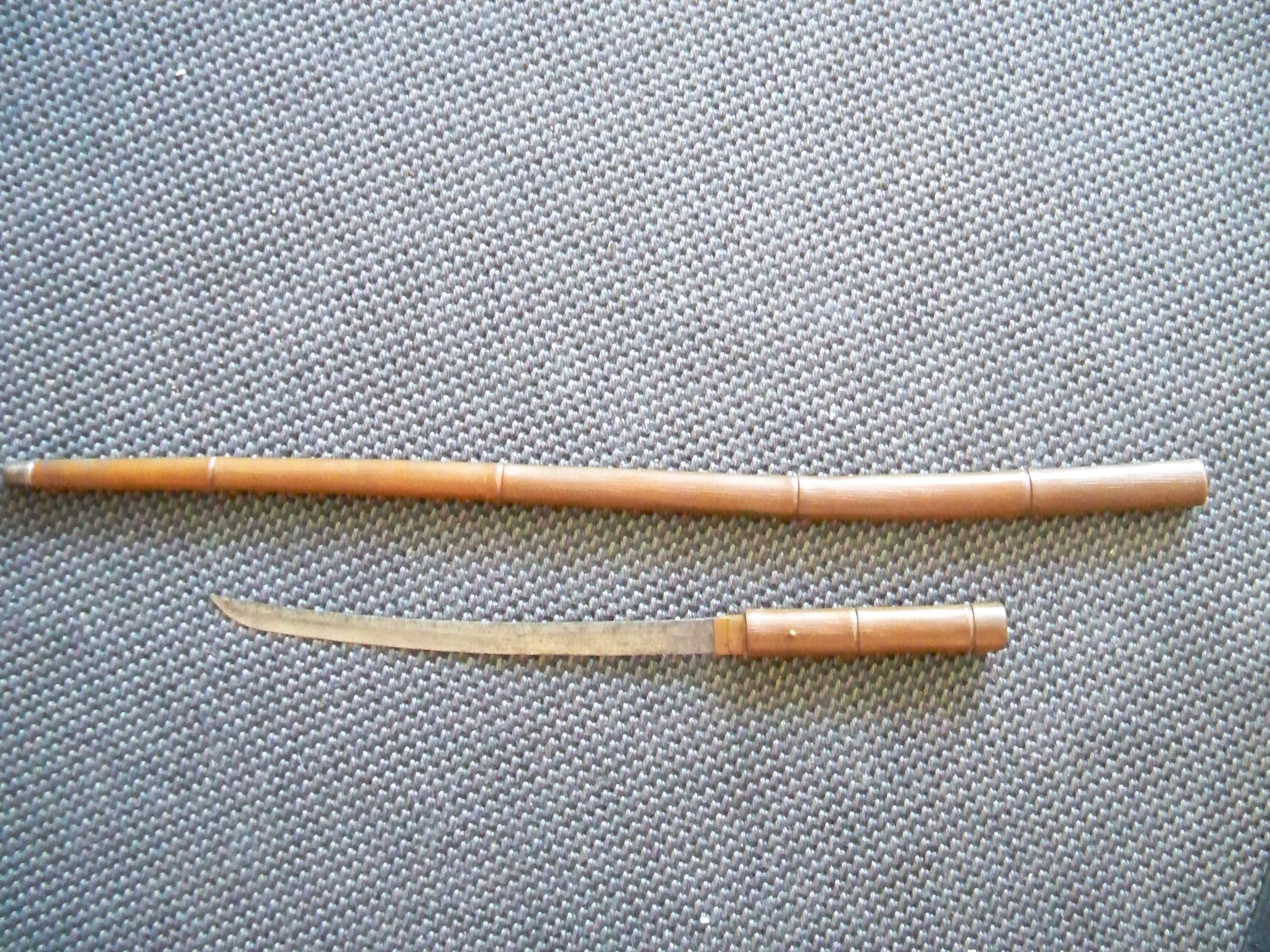
Shikomizue.
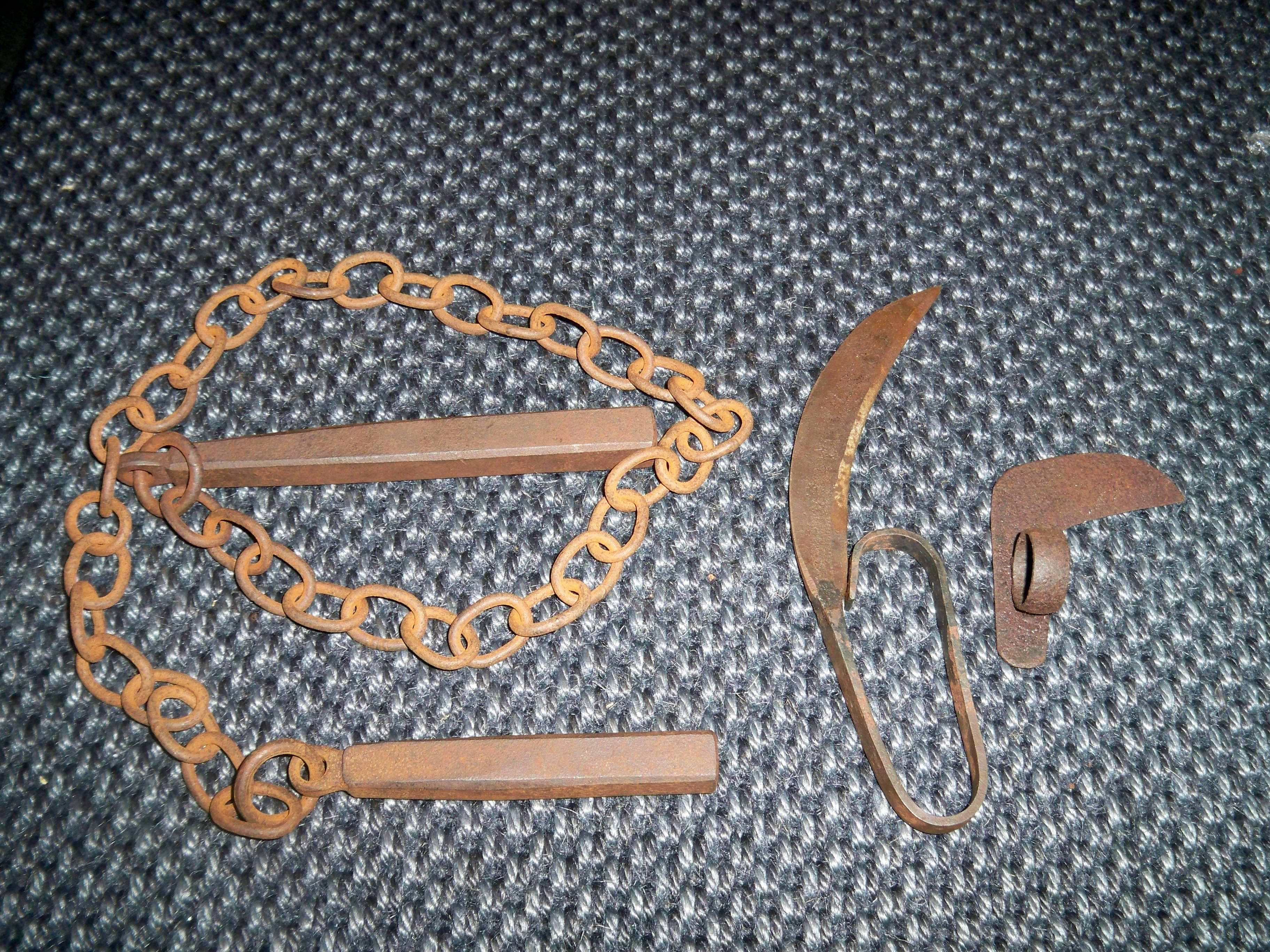
Manriki.
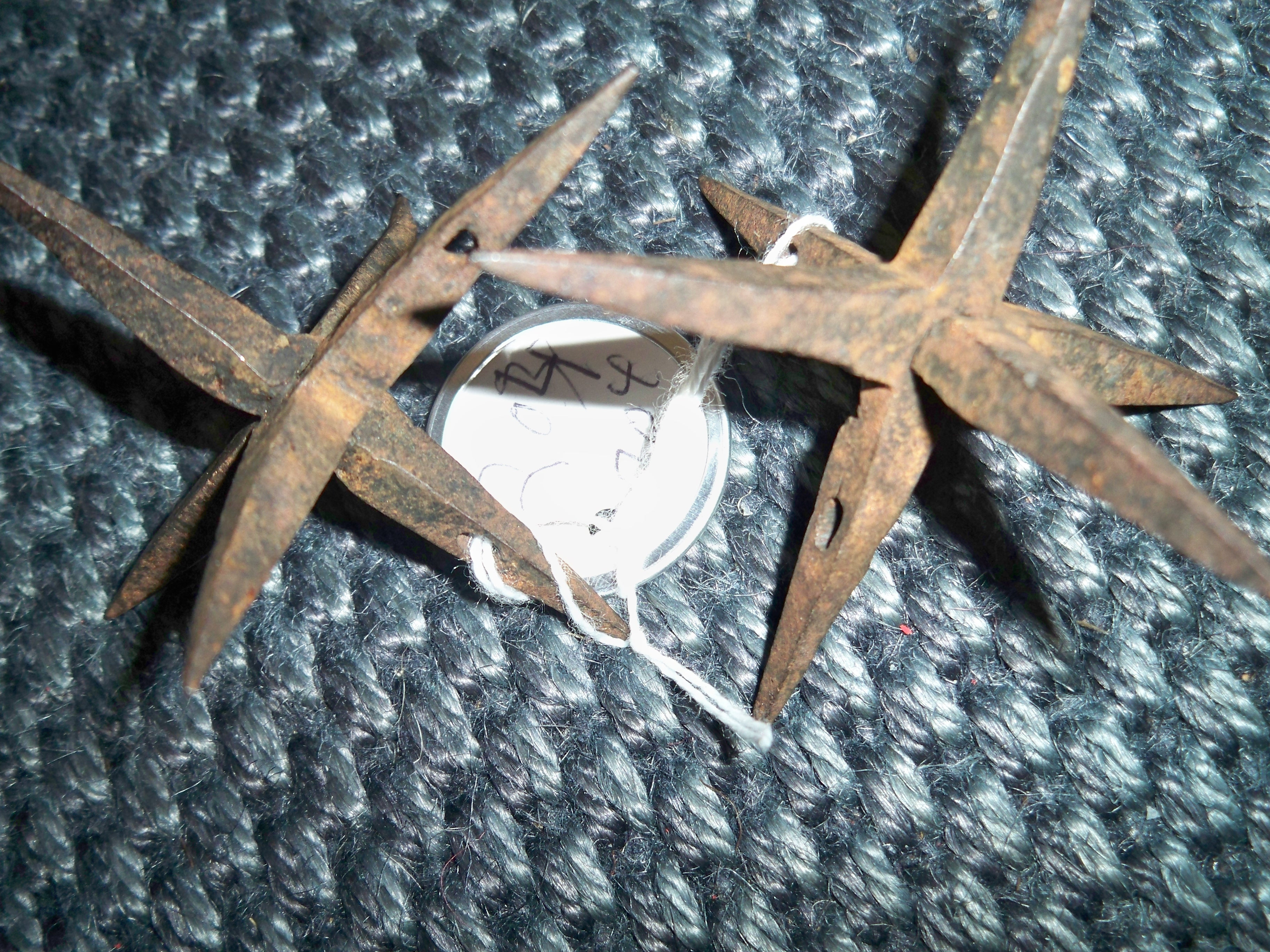
Makibishi.
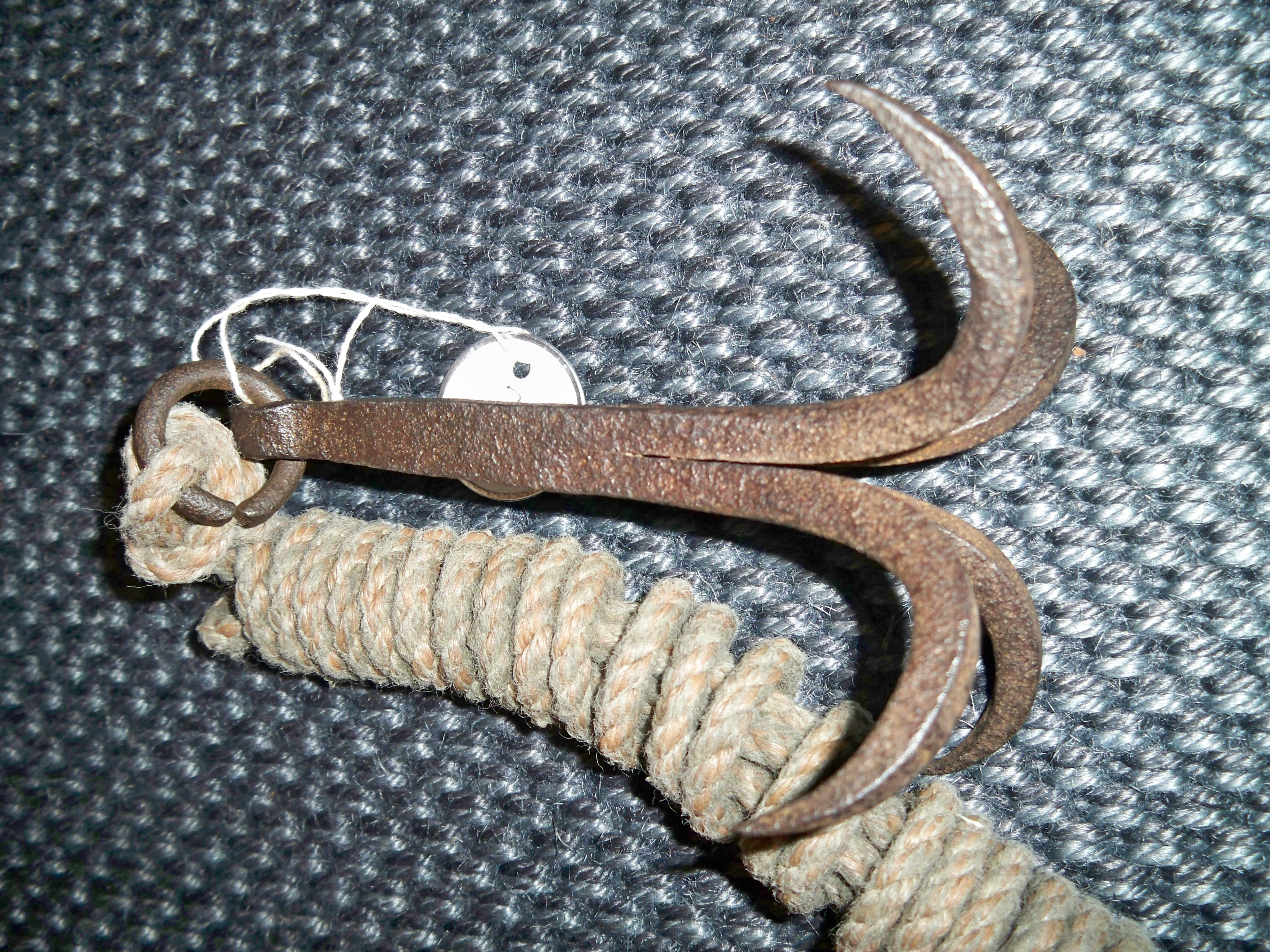
Kaginawa.
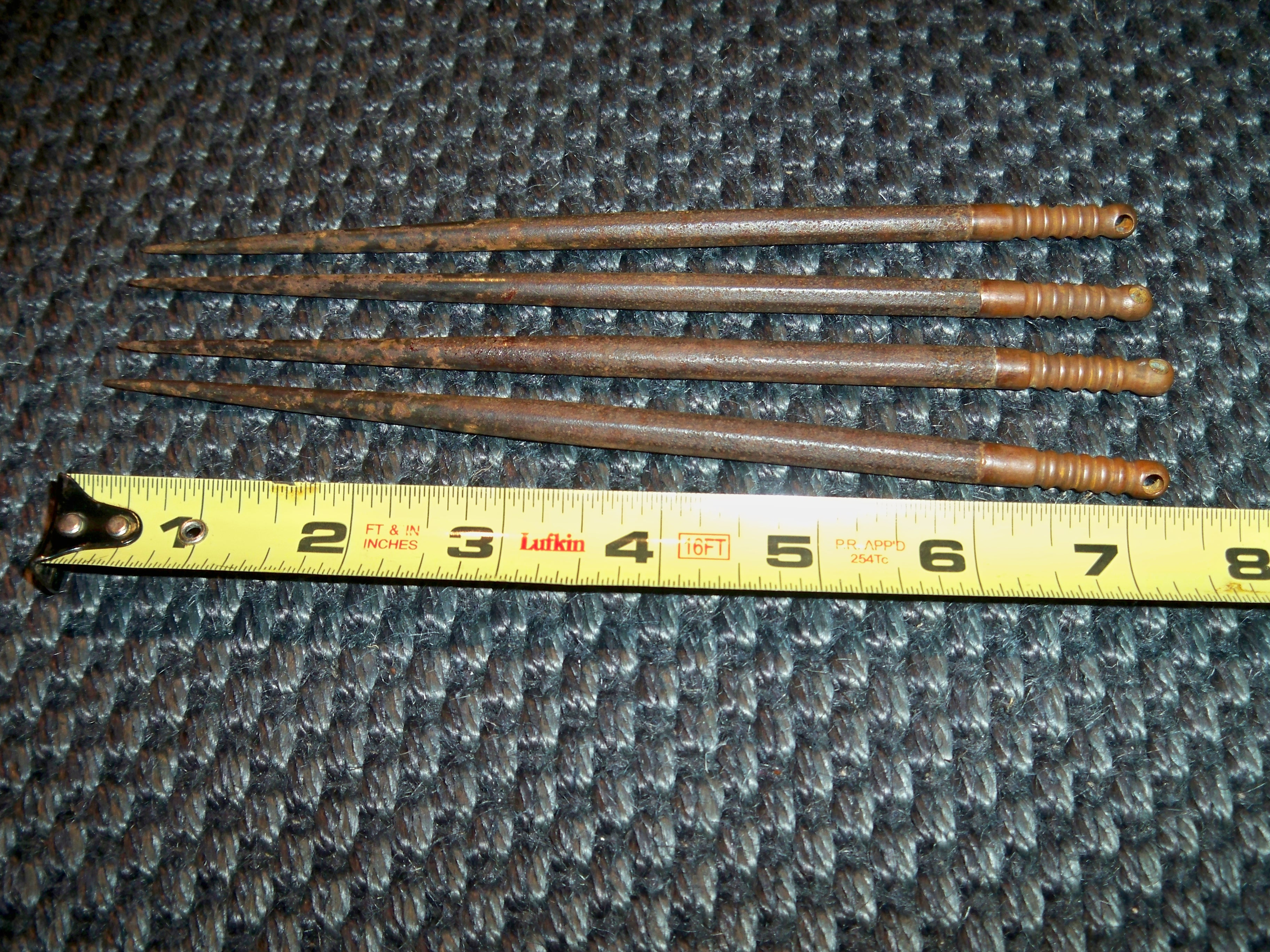
Shuriken.
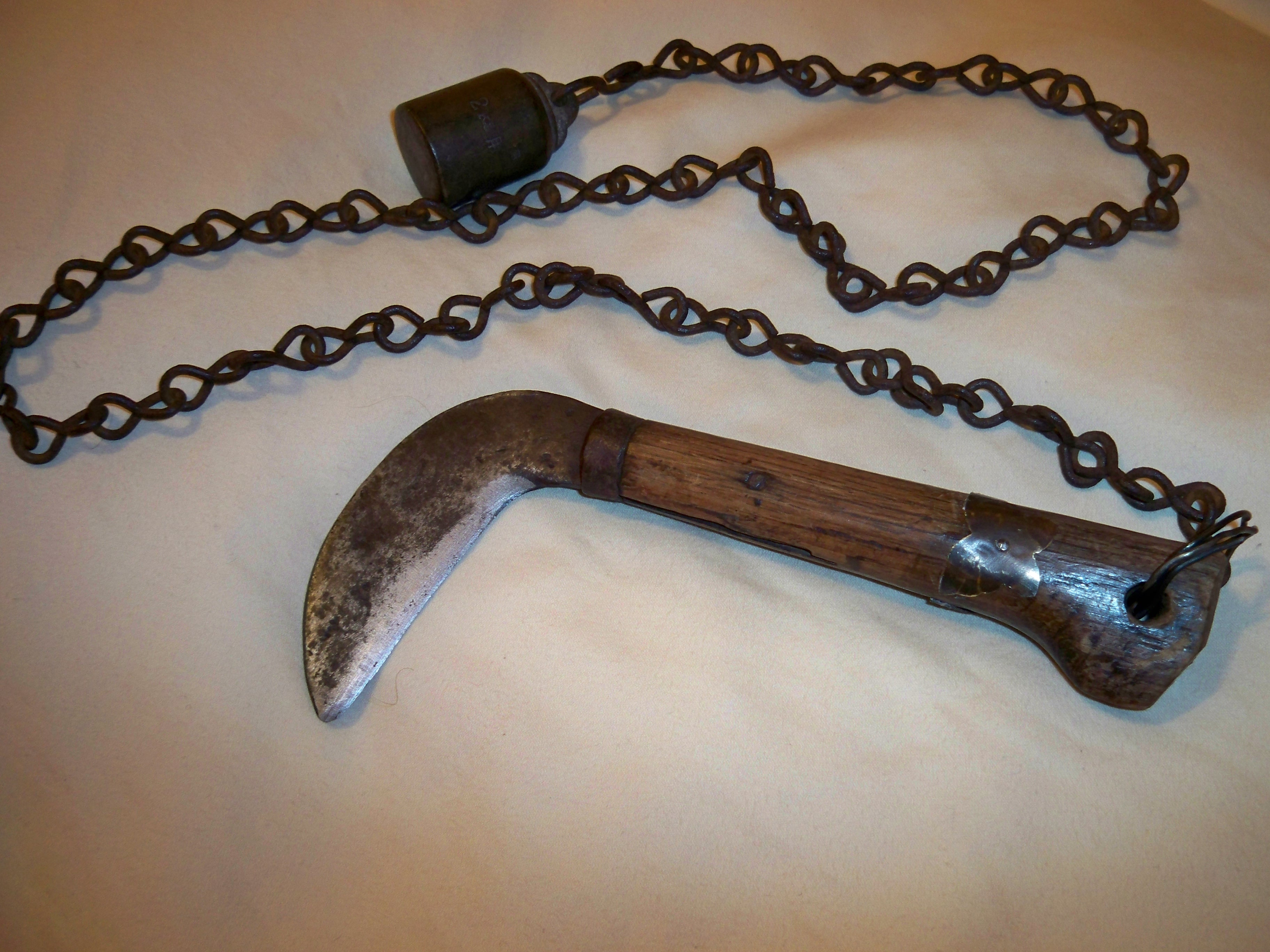
Kusarigama.
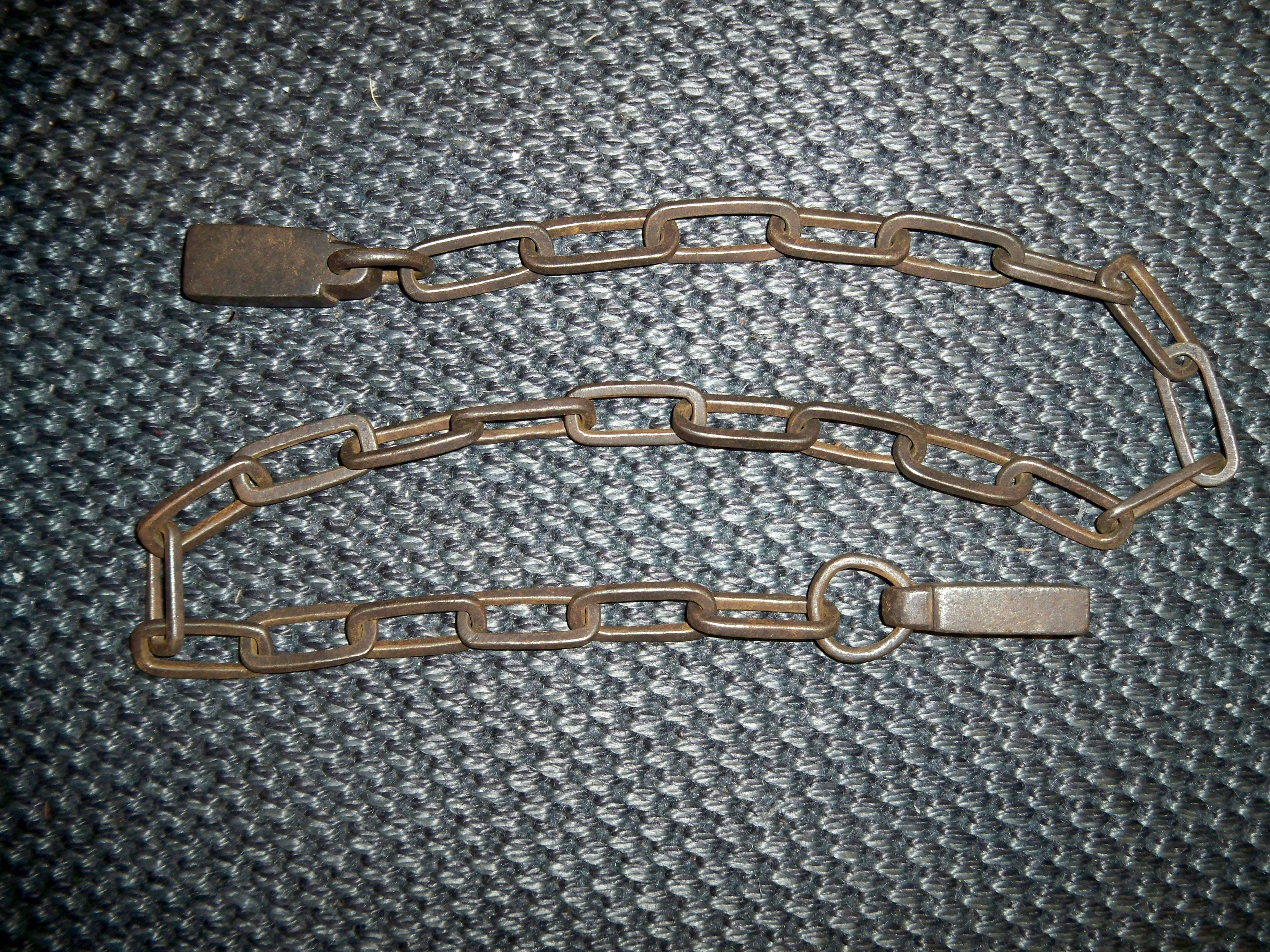
Manriki.
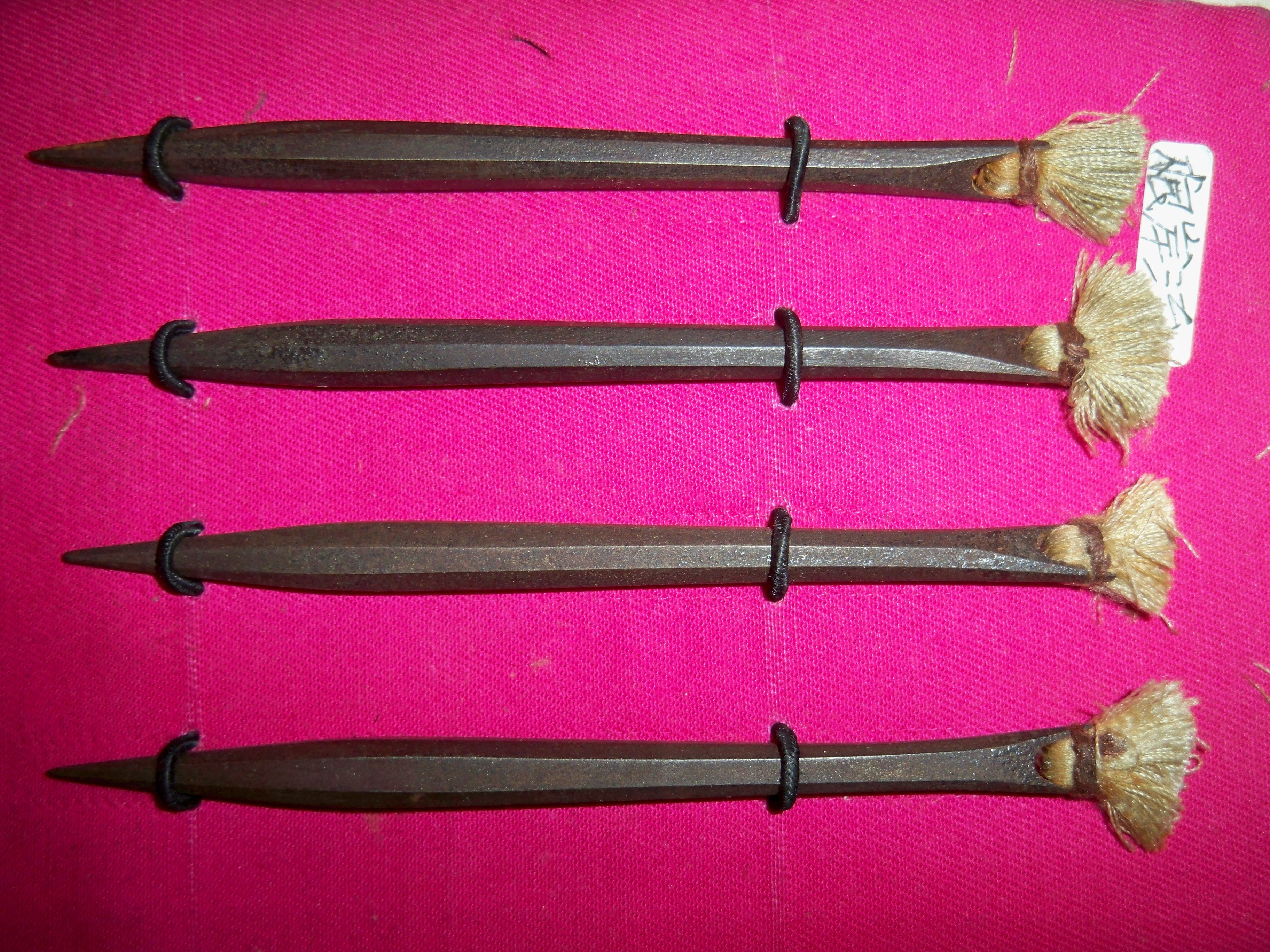
Shuriken.
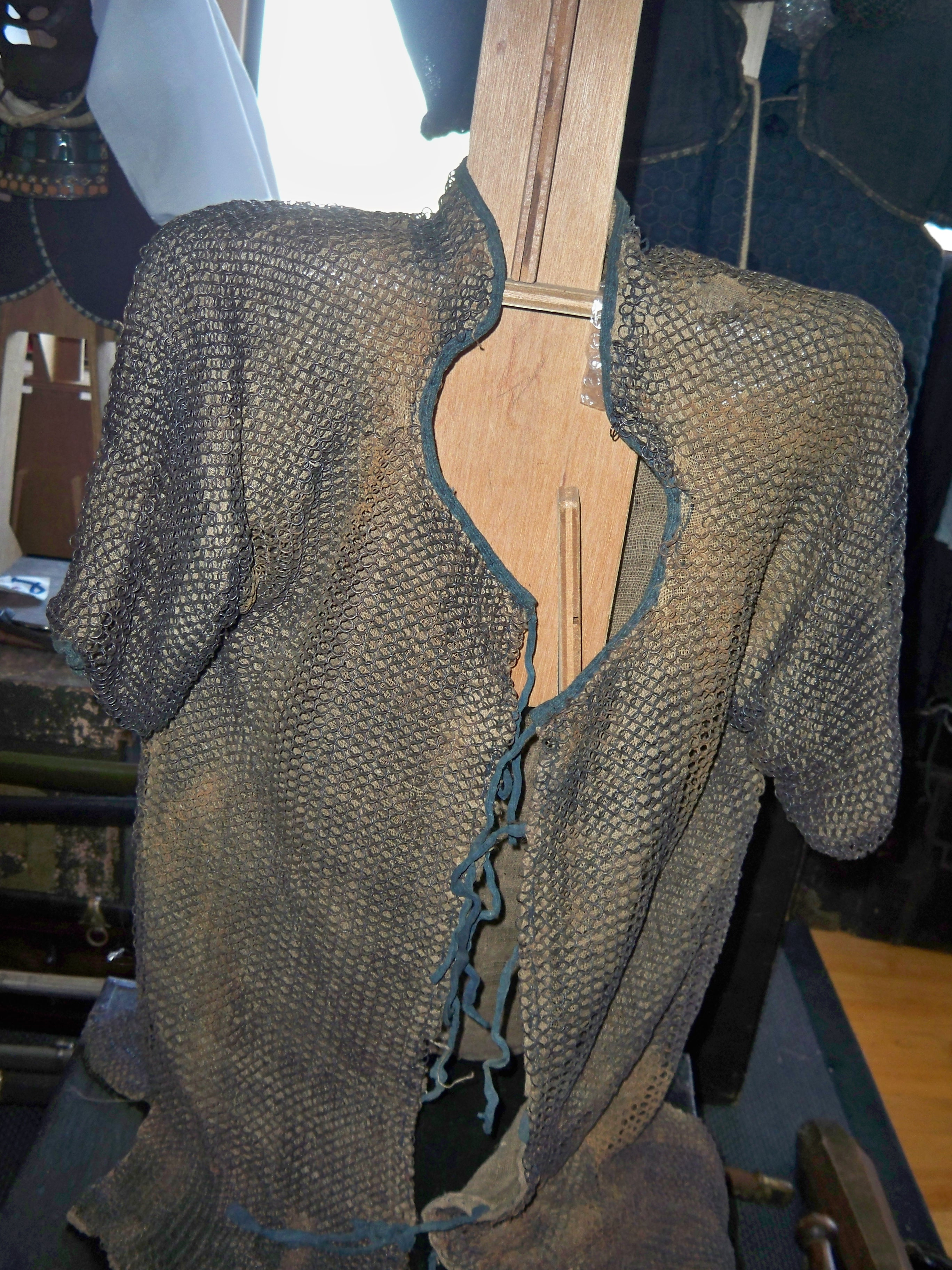
Kusari katabira.
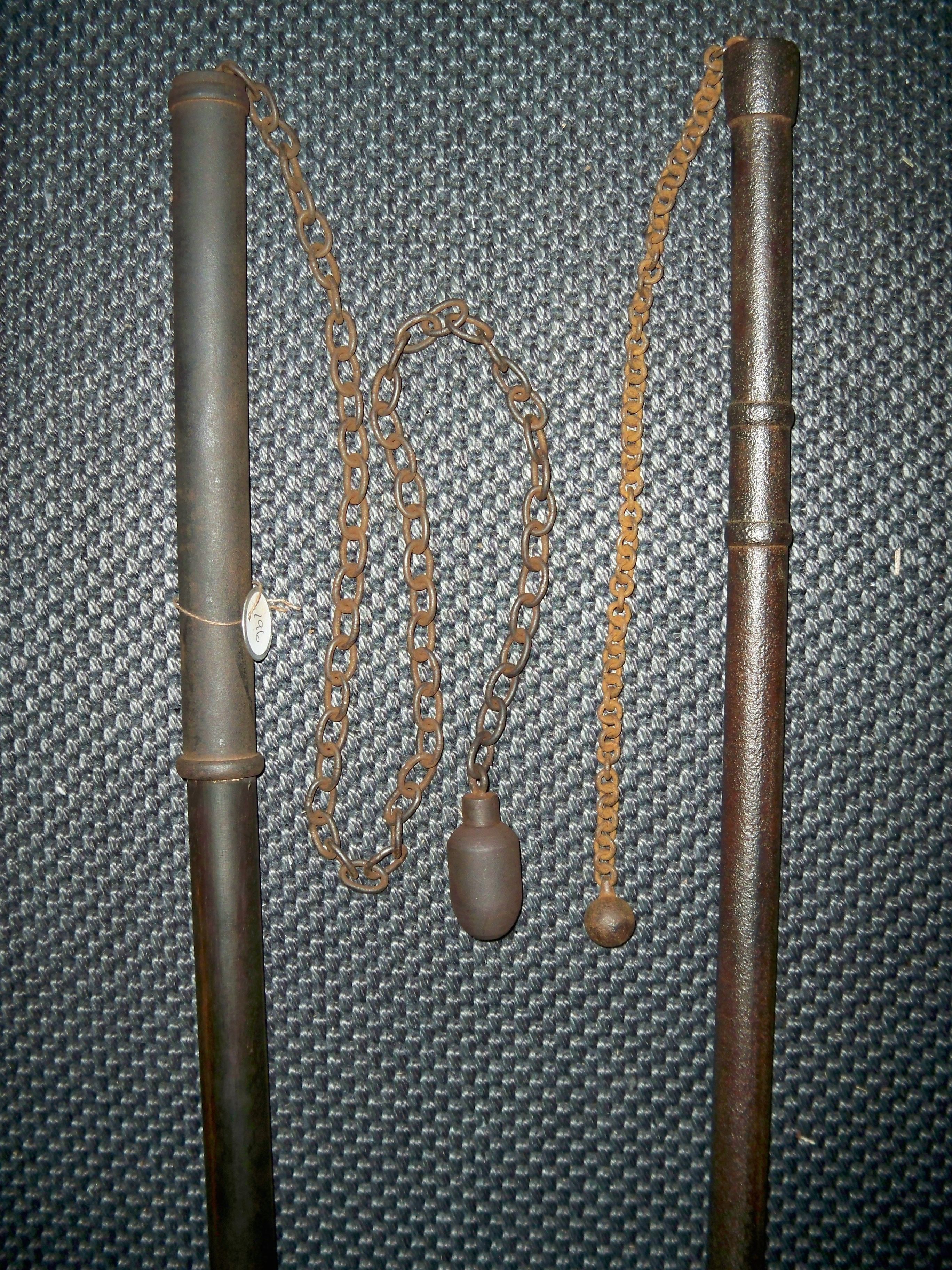
Chigriki.
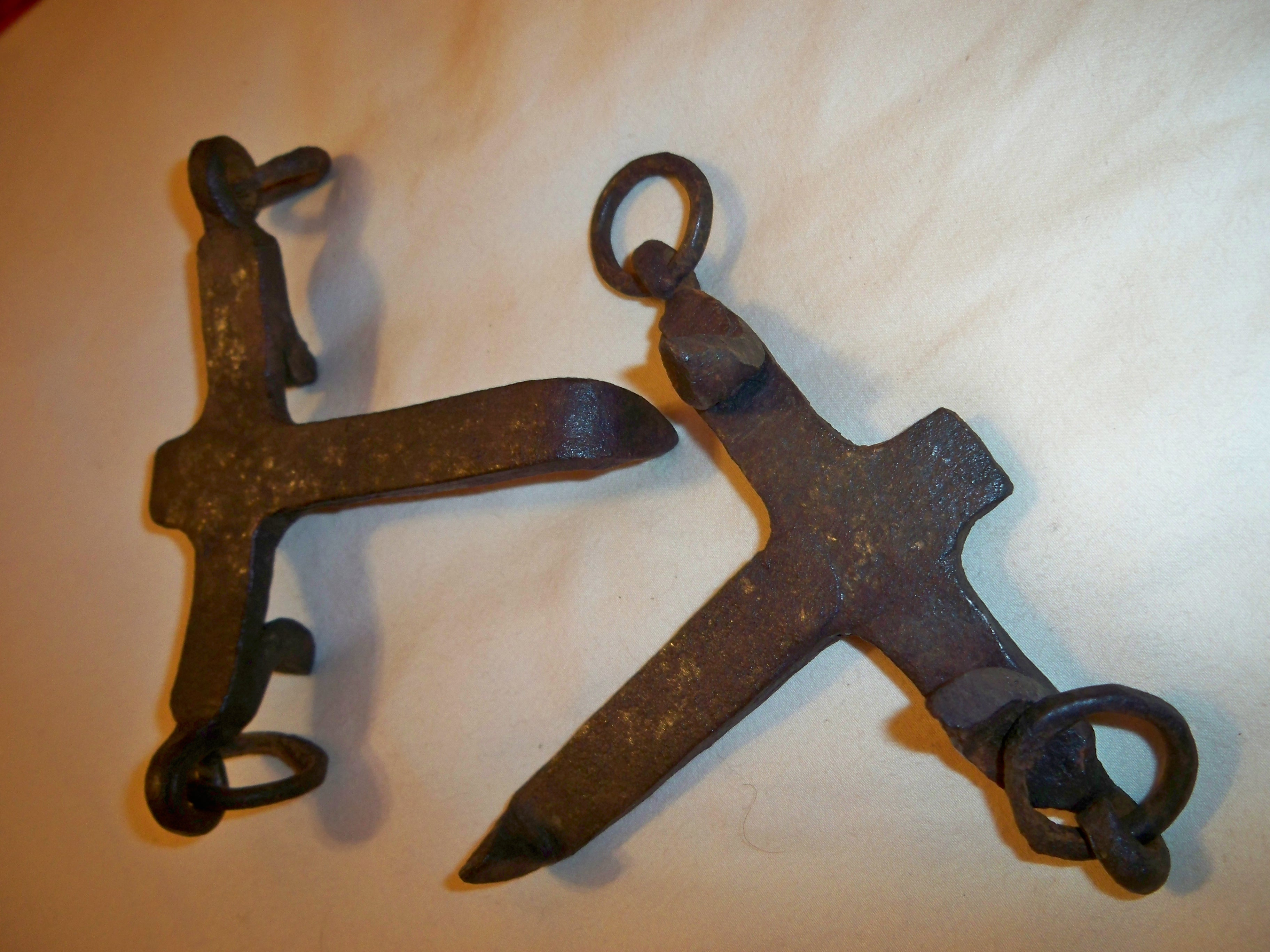
Ashiko.

### Combate sin armas
La principal técnica o arte marcial que dominaban sin el uso de armas era la del jūjutsu (柔術?   lit. "el arte de la gentileza"), aunque algunas escuelas perfeccionaron métodos específicos, como la ryū Guokku, que desarrolló el yubijutsu, que consistía en el empleo del pulgar y el resto de los dedos para golpear puntos vitales del cuerpo humano. Otra escuela, la ryū Koto, se especializó en el koppo, la cual se centraba en romper los huesos del contrincante.

## Mujeres guerreras
Dentro de los distintos clanes ninja, algunas mujeres eran entrenadas para realizar labores de espionaje y reconocimiento, las cuales eran conocidas como kunoichi (くノ一?), por lo que el entrenamiento de estas era conocido como kunoichi no jutsu. Las kunoichi no llevaban un entrenamiento tan estricto como el de los varones en el aspecto físico, ya que su arma principal era el de la seducción y la belleza.
Estas mujeres guerreras recibían una instrucción comparativamente básica en el aspecto físico del ninjutsu, sobre todo en cuanto a taijutsu (defensa personal sin armas), bōjutsu (uso del bō), tantōjutsu (uso del tantō, una clase de puñal japonés), yarijutsu (uso de la yari o lanza) y nipón kenjutsu (métodos de combate con la espada), todos ellos buscando contrarrestar la superioridad física del adversario. La principal base de su educación se enfocaba en aprender el uso y preparación de venenos y el engaño, así como sacar partido de los encantos de su género. De este modo se buscaba que las mujeres fueran capaces de introducirse en el castillo enemigo ya fuese como acompañantes, sirvientes o bailarinas.

## Mitos

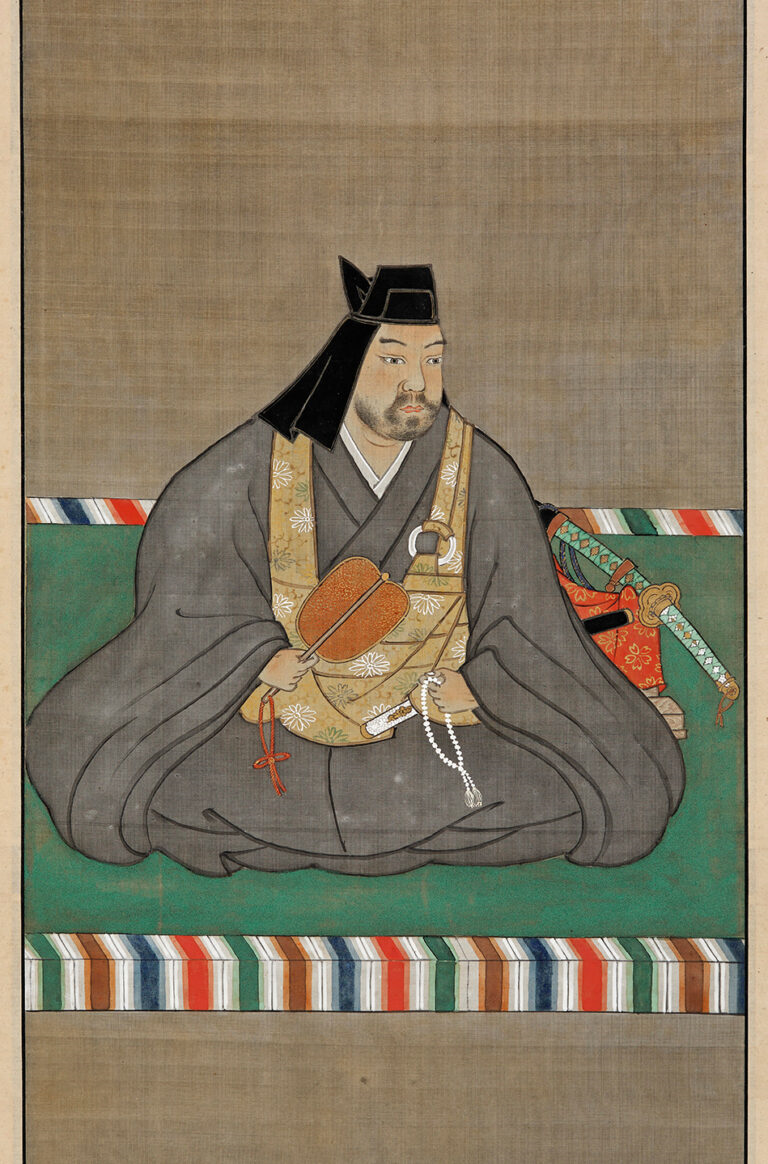
Durante mucho tiempo la muerte del poderoso daimyō Uesugi Kenshin fue adjudicada a un ninja que, según la leyenda, lo atacó cuando este se encontraba en el baño.

Conforme avanzó el shogunato Tokugawa, con el declive tanto de ninja como de samurái, comenzaron a crecer la leyendas de los invencibles guerreros samurái y los ninja con poderes sobrenaturales.
Muchas personas creían que los shinobi eran una especie de magos que lanzaban conjuros y hechizos, que podían volverse invisibles y transformarse en animales para escapar y de ellos decía que eran descendientes de los tengu, seres de la mitología japonesa.
Durante mucho tiempo, uno de los mitos más difundidos tuvo que ver con la muerte de uno de los daimyō más poderosos: la de Uesugi Kenshin. Debido a que su muerte ocurrió en un momento sumamente crítico de la historia de Japón y que además fue bastante oportuna para las aspiraciones políticas y militares de Oda Nobunaga, se esparció la idea que había sido el trabajo de un ninja.
Se dice que cuando Kenshin entró en la letrina, un ninja enviado por Nobunaga se encontraba dentro de la fosa esperando el momento oportuno para atacarlo. Según la leyenda, justo en el momento crucial el ninja le clavó una espada o una lanza en el ano. Este mito se desprende de una recopilación de la historia del clan llamada Kenshin Gunki, en la cual se aseguraba: «en el noveno día del tercer mes (Uesugi Kenshin) tuvo un fuerte dolor de estómago en el baño. Desafortunadamente esto persistió hasta el décimo tercer día cuando murió». Más allá del mito, una entrada en el diario de Kenshin, escrita aproximadamente un mes antes del incidente, da una clara pista de lo que le pasó en la realidad. Kenshin hizo una anotación en la que relató que se encontraba muy delgado y que sentía un dolor en el pecho como una «bola de acero», por lo que muchos historiadores han deducido que en realidad Kenshin falleció debido a un cáncer de estómago, un padecimiento muy común en Japón.

## Cultura popular

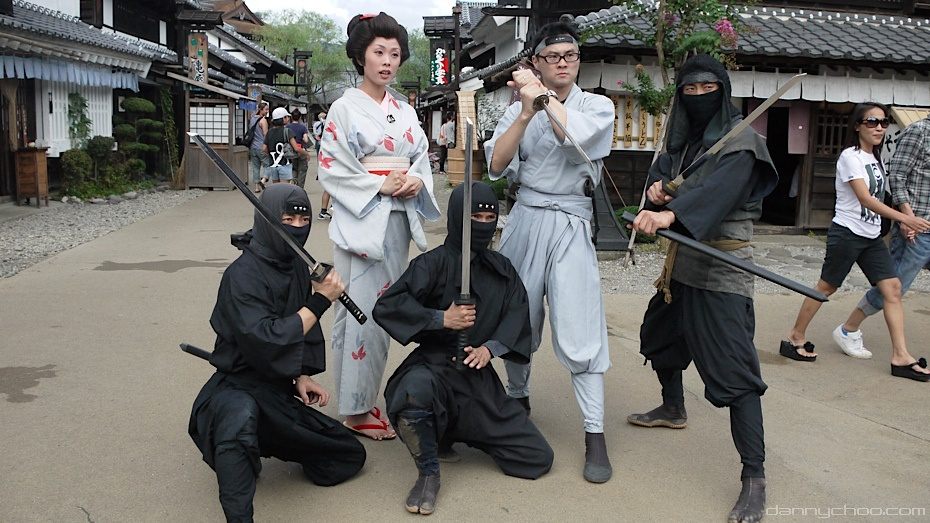
Representaciones modernas de ninja.

En la cultura popular y las películas de ficción, los ninja son fácilmente reconocibles por su vestimenta e identificados usualmente como criminales y asesinos silenciosos que arrojan shuriken mientras realizan acrobacias increíbles.
El primer contacto que se tuvo en occidente en medios de comunicación masivos con estos misteriosos personajes ocurrió en 1964 con la novela You only live twice acerca de James Bond, que más tarde en 1967 se convirtiera en película, la cual fue conocida con el título en español Sólo se vive dos veces, lo cual impulsó el primer «boom» de los ninja en los Estados Unidos.
Después de la gran difusión y auge que vivieron las artes marciales en Estados Unidos y occidente de la mano de Bruce Lee, vino un segundo boom de los ninjas que inició en 1981 con la película La justicia del Ninja, dirigida por Menahem Golan y protagonizada por Franco Nero, Susan George y Shō Kosugi.
Para 1990 el tópico de los ninja se trasladó del cine y televisión a las caricaturas, con la entrada de la popular serie Las tortugas ninja y partir de este momento las apariciones de los ninja se han vuelto frecuentes en los distintos medios de comunicación.
Dentro de las apariciones más importantes de los ninja como figuras centrales se encuentran:

### Novelas
Son diversas las obras literarias, ya sea históricas o fantásticas, que toman este tema, tanto de escritores japoneses u extranjeros. Muchas de ellas han sido adaptadas posterior a su publicación ya sea en manga, anime o películas, como en el caso de la novela El Castillo de la Lechuza (Fukurō no Shiro) del escritor Ryōtarō Shiba (autor también de una colección de historias cortas llamadas Saigo no Igamono), la cual fue adaptada al cine en una película del mismo nombre. Dentro de las novelas que fueron adoptadas para el manga se cuenta con Kage Kara Mamoru!, la cual originalmente era una serie de novelas.
En novelas históricas está la novela Los rollos de los ninja Kōga (Kōga Ninpōchō) de Fūtarō Yamada, cuya temática se centra en los dos clanes ninja rivales: los Iga y los Kōga.
Algunos autores extranjeros han utilizado también a los ninja dentro de sus narrativas. Además de la obra citada deIan Fleming; Sólo se vive dos veces, también James Clavell, escritor australiano, recurrió a los shinobi en los últimos capítulos de su libro: Shogun: señor de samuráis.

### Cómics y series de televisión
Una de las series televisivas más conocidas al respecto es Las tortugas ninja, en la que los cuatro personajes principales son ninja, con nombres adoptados de famosos artistas del Renacimiento italiano: Leonardo (de Leonardo da Vinci), Raphael (Raffaello Santi), Michelangelo (Michelangelo Buonarroti), y Donatello (Donato di Betto Bardi). Otra serie que se tomó elementos de los ninja fue G.I. Joe, los cuales originalmente eran figuras de acción que comercializaba la compañía Hasbro y más tarde convirtieron en personajes cómic; Scarlett, Snake-Eyes, Storm Shadow, Jinx, Kamakura, Firefly y, obviamente el clan japonés Arishikage, son ninja o están relacionados con ese arte.
La serie animada Pucca muestra a todo un pueblo con habilidades ninja incluyendo a la protagonista y a Garu, su "amado".

### Manga y anime
Dentro de las series de manga sobresale Naruto (ナルト?), creada por Masashi Kishimoto, la cual fue más tarde llevada al anime. El manga trata sobre un ninja adolescente llamado Naruto Uzumaki y apareció publicado por primera vez por Shūeisha en 1999 en el número 43 de la revista Shōnen Jump en Japón, ya finalizó, recopilados hasta ahora en 72 volúmenes, aunque tiene un spin-off/secuela con el nombre de Boruto, la cual se centra en el hijo de Naruto. Entre otras series destacan Azumi, Ninja Scroll, Fuma No Kojiro, Ninja Boy Rantaro, Ninja Hatori, Basilisk. Una de las más exitosas series en la década de los sesenta fue Kamui, El Ninja Desertor escrita y dibujada por Sanpei Shirato.
El célebre Kozure Okami (en esp., El lobo solitario y su cachorro) creado por Kazuo Koike y Goseki Kojima representa las aventuras del verdugo oficial del shōgun, Ogami Ittō, que a raíz de una conspiración palaciega en la que pierde a su esposa huye a la carretera con su hijo, perseguido incansablemente por los asesinos del clan Yagyu encargados de eliminarle. La obra —142 capítulos divididos en 28 tomos— ofrece una visión completa del código de honor, las conductas —y semejanzas— entre samuráis y ninja, así como del entorno social de la época. Fue llevada al cine en diversas ocasiones.
En el anime y manga Yuragisō no Yūna-san, Sagiri Ameno,una de las chicas que se enamoran del protagonista, es una Ninja Chuuma (También llamas Ninjas Caza-Demonios o Devil Hunters), al igual que su prima Hibari Ameno.
Ambas tienen habilidades similares a las de los ninjas que normalmente vemos en las películas o libros. Cómo ganchos de cuerda, Kunai y Shuriken, pero además pueden usar su energía espiritual para usar distintas técnicas, como la Armadura Espiritual, que protege el cuerpo del usuario, o La Comunicación Espiritual, que se usa a modo de telepatía para la comunicación a largas distancias.
También tienen la capacidad de crear talismanes con distintos hechizos que se activan al entrar en contacto con cualquier persona que no sea el propietario de dicho talismán. Como se menciona antes ellos cuentan con las típicas herramientas ninja, pero al tener habilidades espirituales, pueden crear herramientas nuevas usando su energía espiritual, estas herramientas causan daños a la energía espiritual del objetivo, por lo que no dañan al cuerpo físico pero sí generan dolor.
Fuma no Kojiro, es otro anime de ninjas, creado por Kurumada, En ella se narra la lucha entre dos clanes rivales, el clan Fuma, al que pertenece el protagonista, Kojirō; y el clan Yasha, enemigo del clan Fuma. Kojirō recibe la petición de ayuda de un instituto que se ve asediado por problemas de violencia. Éste decide ir porque la chica que se lo pide es muy guapa. Al poco de llegar, Kojirō comprueba que el problema va más allá, ya que descubre que las peleas no son más que una tapadera del intento de conquista de la zona por el clan rival, Yasha. A lo largo de la saga, se narran lo numerosos combates entre los miembros de ambos clanes, que se zanja finalmente con la victoria del clan Fuma, en un combate final entre Musashi y Kojirō, llevando ambos espadas sagradas. Fue adaptada al anime en 6 OVAS.

### Videojuegos
Shinobi es un videojuego de 1987.[cita requerida] La historia cuenta las aventuras de Joe Musashi, un ninja de la era actual que lucha contra una organización criminal llamada Zeed. Para rescatar a los niños ninja que han sido secuestrados, Joe tendrá que acabar con los cinco líderes de Zeed, y con todos los secuaces que encuentre en su camino hacia la base secreta de la organización.
Ninja Gaiden, de 1988, sigue las aventuras del ninja del Clan del Dragón, Ryu Hayabusa.[cita requerida] El estilo de juego es de acción, con scroll lateral a lo largo de varias fases, cada una de las cuales consiste en un escenario que es necesario atravesar destruyendo o evitando a los enemigos en el camino.
Sekiro: Shadows Die Twice, de 2019, sigue a un shinobi del período Sengoku, conocido como Lobo, que intenta vengarse de un clan de samuráis que atacó y secuestró a su amo. El estilo de juego es de acción en tercera persona, donde el sigilo y el combate cuerpo a cuerpo toman protagonismo. Se considera un juego desafiante que pone a prueba los reflejos del jugador. 

### Películas japonesas
Fue durante los años 1960 en que los shinobi se hicieron verdaderamente populares en Japón en libros, revistas, series de televisión y películas. Desde entonces han surgido una gran cantidad de películas que van desde los dramas históricos (en su mayoría películas en blanco y negro) hasta las fantásticas. Entre las más representativas destacan Kagemaru del Clan Iga (Iga no Kagemaru), Guerras Ninja (Iga Ninpō-chō), El Castillo de la Lechuza (Fukurō no Shiro) (basada en la novela homónima), Los Ninja del Shogun (Ninja Bugeicho Momochi Sandayu), una película ambientada en el periodo Azuchi-Momoyama de 1980 y más recientemente Shinobi: Heart Under Blade (Shinobi), una película del 2005 basada en la novela Kōga Ninpōcho.

### Películas no japonesas
Existen una gran cantidad de películas realizadas fuera de Japón ya sea como parodias, de humor, históricas o fantásticas, la mayoría de ellas provenientes del cine hollywoodense, siendo la primera Sólo se vive dos veces, basada en el libro homónimo del famoso personaje James Bond.
Algunas de las películas más famosas durante los años 1980 son Enter the Ninja de 1981, Revenge of the Ninja de 1983 o American Ninja, un filme de 1985, casi todas buscando enfatizar el aspecto de las artes marciales. Ya a comienzos de la década de la década de 1990 surgieron películas de tinte cómico, como 3 Ninjas de 1992, en la que los principales personajes eran tres chicos que su abuelo entrena en el ninjutsu o Beverly Hills Ninja de 1997 con la actuación estelar de Chris Farley. Otra película es The Hunted de 1995 protagonizada por Christopher Lambert.
Otra es El último samurái de 2004, una película protagonizada por Tom Cruise y en la que un pueblo rebelde samurái es atacado por un grupo de ninjas. En esta película se muestran todos los estereotipos que el mundo occidental tiene de los ninjas. En 2010 se estrenó Ninja Assassin, película que trata de clanes ninja viviendo entre nosotros, en el mundo moderno, los cuales atacan y operan en el mayor de los secretos.
En 2017, la franquicia LEGO estrena una película basada en su serie de productos Ninjago. Aquí también tiene un toque de acción y familiar donde se mezcla la acción al estilo ninja con el estilo de la serie (esta también tiene su propia serie en Cartoon Network)[cita requerida].

## Museos
En Japón existen varios museos o parques temáticos dedicados a los ninjas, aunque sin duda debido a su importancia histórica el lugar más importante se encuentra en Iga-Ueno en la Prefectura de Mie.
- Museo Iga-ryu Ninja.- En los jardines del Castillo Ueno se encuentra una auténtica casa ninja que fue reubicada de un pueblo cercano y reconstruida, además de un museo. Durante el mes de abril se lleva a cabo en el lugar el «festival anual del ninja» en el que se hacen representaciones y demostraciones.[74][75]

- Ninja Koka Ninjutsu Mura.- En la prefectura de Shiga se encuentra este parque temático dedicado a los ninjas.[76]

- Noboribetsu Date Jidai Mura.- Es un parque histórico inspirado en el periodo Edo que incluye atracciones como teatro de samuráis y ninjas en Hokkaidō.[77]

- Nikko Edo Mura.- Es un parque histórico con arquitectura tradicional que cuenta con show de ninjas ubicado en la prefectura de Tochigi.[78]

- Templo Sainen (Sainenji).- En los jardines de este templo budista se encuentran los restos de Hattori Hanzō y dentro de uno de sus vestíbulos se encuentra su lanza favorita.[79][80]